# Wappen der Stadt Schwäbisch Gmünd
Das Wappen der Stadt Schwäbisch Gmünd zeigt im roten Wappenschild ein nach heraldisch rechts gewendetes, aufgerichtetes silbernes Einhorn. Es zählt zu den ältesten Stadtwappen in Baden-Württemberg. Die älteste Darstellung des Wappens stammt von einem Siegelabdruck an einer Urkunde von 1277. Seit dieser Zeit verwendet Schwäbisch Gmünd unverändert das aufsteigende, nach rechts gewandte Einhorn als Wappenbild, das sich im Laufe der Zeit in der Gestaltung lediglich geringfügig dem jeweiligen Zeitgeist anpasst. Farbig wurde das Wappen erstmals 1480 dargestellt.

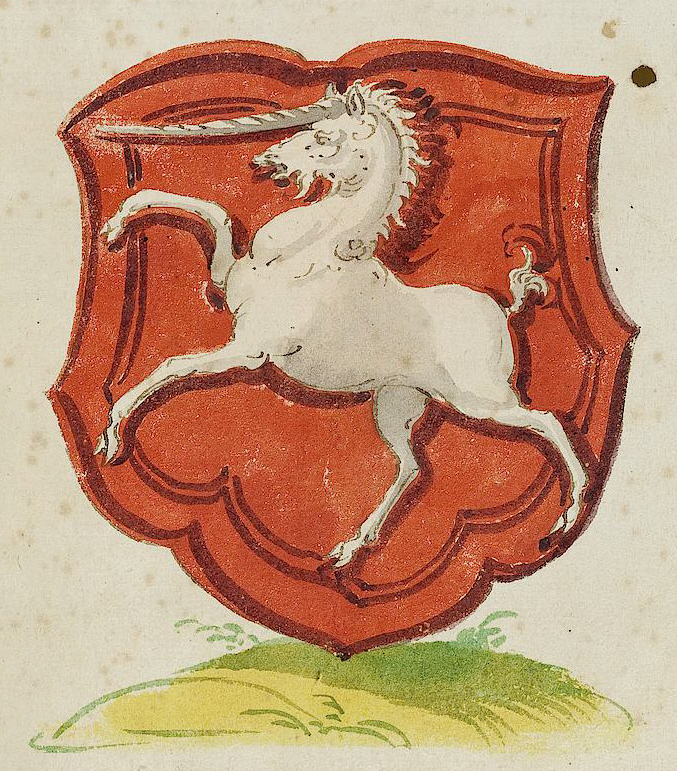
Wappen Gmünds In: David Wolleber: Chorographia Württemberg 1591.

## Geschichte
Die älteste Darstellung des Schwäbisch Gmünder Stadtwappens stammt von einem Siegelabdruck auf einer Urkunde vom 3. Februar 1277. Darin verkauft ein Heinrich Pfau seinen Besitz in Burgholz an das Spital zum Heiligen Geist in Schwäbisch Gmünd. Beglaubigt wurde der Verkauf mit dem Siegel der Bürger von Gmünd. Dieser Siegelabdruck, ein sogenanntes Dreiecksiegel, zeigt inmitten eines einfachen Schildes das Gmünder Einhorn. Umrandet ist der Wappenschild mit dem Schriftzug + S. C(I)VIUM (DE) (GA)MUN(DI)A. Aufgrund der Schildform wird davon ausgegangen, dass das Siegelbild um 1250 oder zumindest unter der Herrschaft der Staufer entstanden ist.
Ab 1414 erschien als Schildhalter ein Engel, wie er z. B. an der Westfassade des Schwörhauses dargestellt ist. Die Siegelumschrift lautete SIGILLVM SECRETVM C* GAMVNDIENSIVM. Von einigen Ausnahmen abgesehen blieb der Engel als Schildhalter bis zum Ende der Reichsstadtzeit 1802 erhalten. Warum sich die Stadt einen Engel als Schildhalter zulegte, ist nicht überliefert.
Zu Beginn des 16. Jahrhunderts kommt als Schildfuß ein Berg hinzu, auf dem das Einhorn abgebildet wird. Teilweise wurde auch das Einhorn auf einen Boden gestellt. Auf den Siegeln der Stadt hält es sich bis ins frühe 20. Jahrhundert.
Das Einhorn-Wappen diente den Zünften der Freien Reichsstadt auch als Eich- und Beschauzeichen für Exportwaren. Die Fälschung dieses Warenzeichens wurde verfolgt und geahndet. So wurde 1446 ein Hainz Gentner aus Schwäbisch Gmünd mit lebenslanger Ausweisung aus der Stadt bestraft, da er mehrere Honigfässer mit dem Einhorn als geeicht ausgewiesen hatte, diese aber kleiner gemacht hatte.
Das Wappenbild des Einhorns wird in einer Konstanzer Urkunde vom 1. August 1507 genannt. Darin wird durch Kaiser Maximilian I. „abermals ein altes Herkommen“ bestätigt und geschützt, Sensen, die in Schwäbisch Gmünd hergestellt und geprüft wurden, mit dem „Wappen des freyen Eingehüren“ zu kennzeichnen. Ein Muster dieser Beschauzeichen liegt nicht mehr vor.
Neben dem eigentlichen Stadtwappen führte Schwäbisch Gmünd als Zeichen seiner Reichsunmittelbarkeit auch den Wappenadler des Reiches. Im Gegensatz zu anderen Reichsstädten, wie im benachbarten Aalen oder in Bopfingen, stand der Gmünder Wappenschild überwiegend frei und war nur selten als Herzschild dem Adler aufgelegt.
Der heute verwendete Entwurf wurde um 1960 vom Stuttgarter Kunstmaler Immanuel Knayer (1896–1962) gestaltet, der zahlreiche Gemeindewappen in Baden-Württemberg entwarf. So stammt auch das Einhornwappen vom Stadtteil Herlikofen von Knayer.

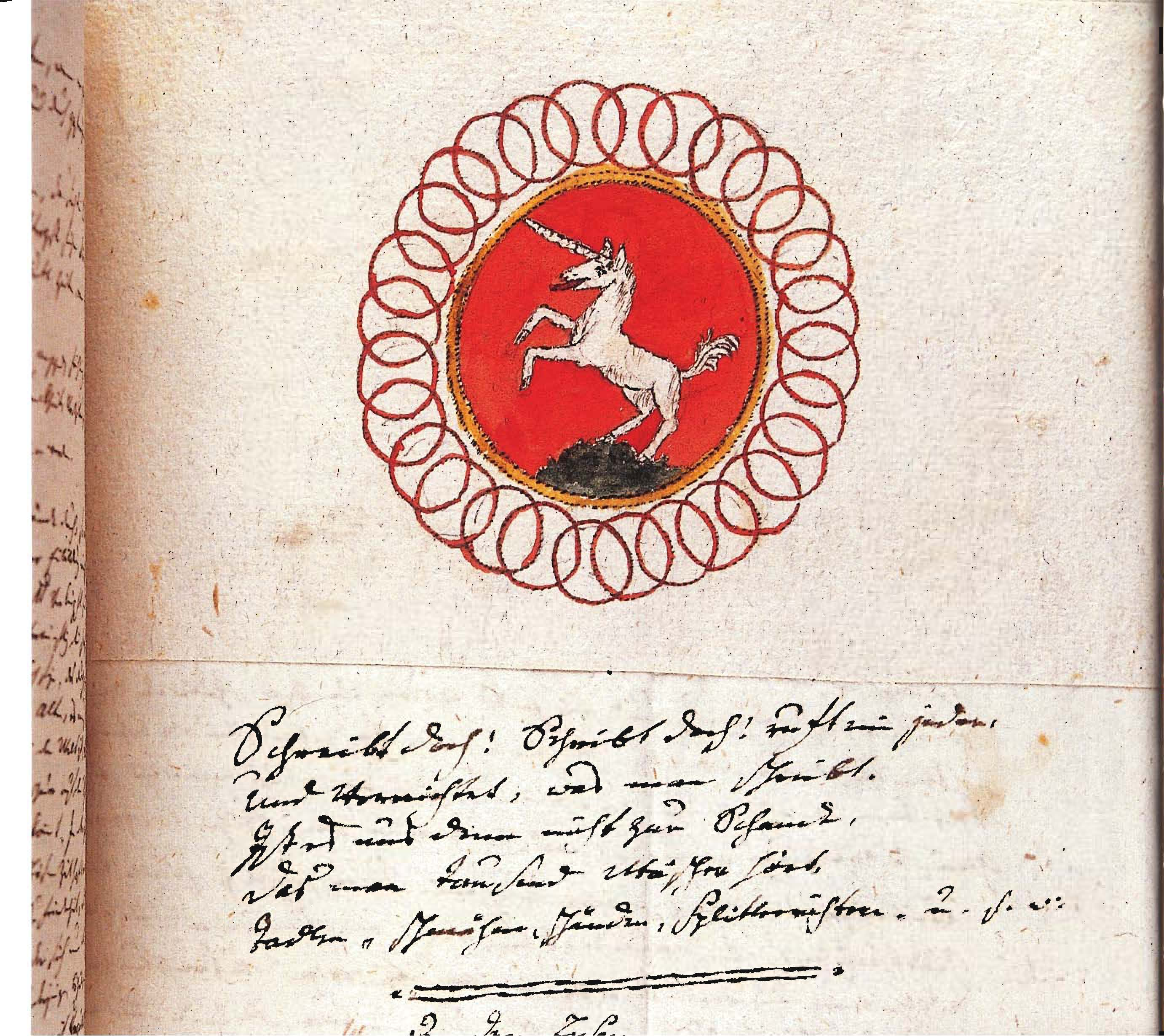
Wappendarstellung bei Debler
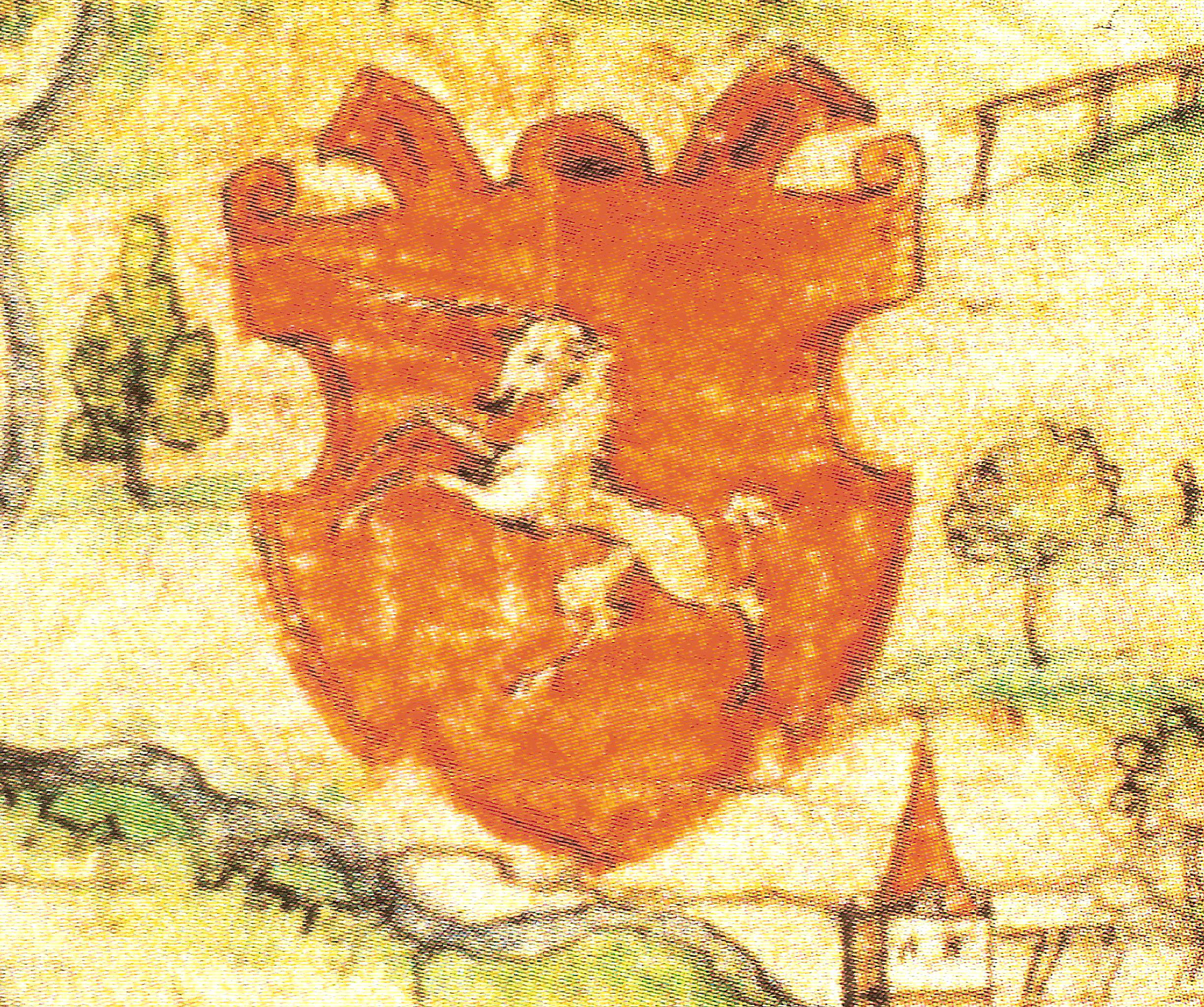
Karte der Gmünder Freipirsch von 1572
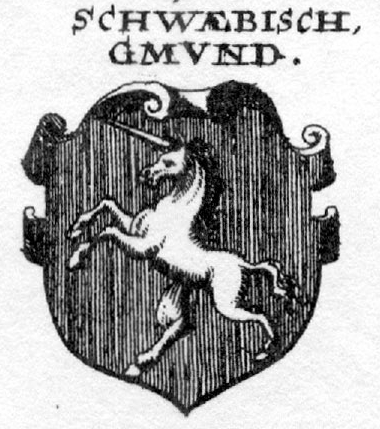
Aus Siebmachers Wappenbuch (zwischen 1697 und 1705)
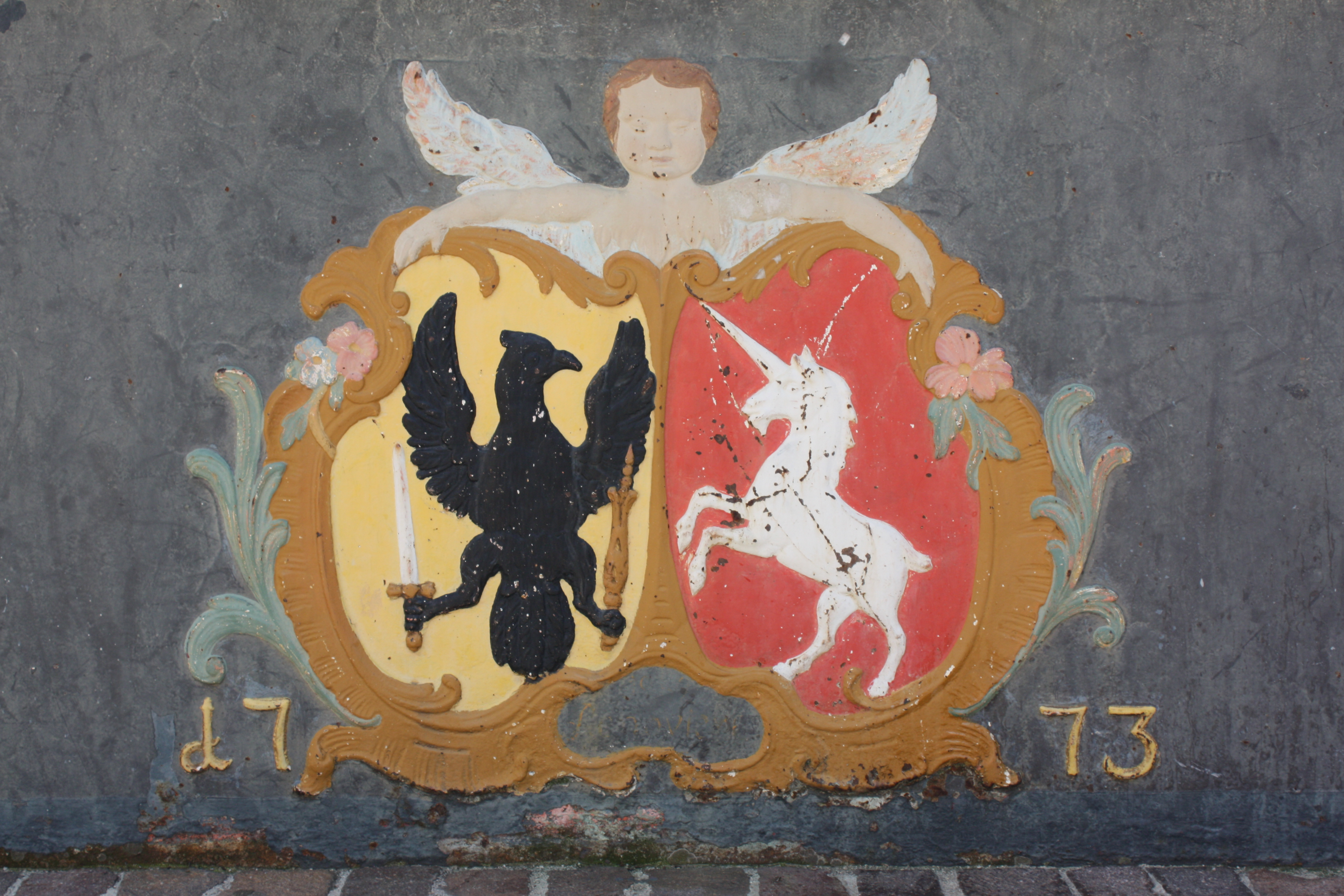
Engel, Reichsadler und Stadtwappen am Löwenbrunnen
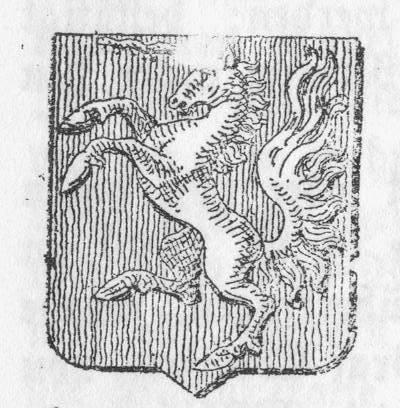
Beschreibung des Oberamts Gmünd, 1870

## Symbolik
Woher das Einhorn als Wappentier für die Stadt stammt und wer es geschaffen hat, ist unbekannt. Auch ist nicht überliefert, welche ideologische Bedeutung es für die Bürger der Stadt hatte. Durch die Legende, dass ein Einhorn nur durch eine unschuldige Jungfrau gefangen werden könne, steht es in der Heraldik als Sinnbild Christi und die Reinheit und Jungfräulichkeit Marias. Zudem ist es ein Symbol der Reinheit und der Tugend. Vorwiegend in der englischen Heraldik verkörpert es zudem die königliche Rechtsprechung. Der Stadtarchivar Niklas Konzen kommt in der aktuellsten Untersuchung zu dem Ergebnis, dass die Bürgerschaft durchaus eine Verbindung zwischen Einhorn und Gottesmutter herstellte. Er führt als einen Beweis die Inszenierung der Einhornjagd in der Innenwanddekoration der Stadtkirche, die Maria geweiht ist, an. Diese war in der ersten Hälfte des 16. Jahrhunderts wiederhergestellt worden.
Da die benachbarte Reichsstadt Giengen, deren figurengleiches Siegelwappen seit 1293 belegt ist, ebenfalls ein Einhorn führt, wird eine Verbindung zu den Staufern, z. B. über einen Ministerialen, für möglich gehalten. Die nach Bürgermeister Hans Rauchbein († 1563) benannte Rauchbeinsche Chronik aus der Mitte des 16. Jahrhunderts gibt an, das Wappen sei von den Staufern verliehen worden.
Der Geologe Winfried Trinkle sah im Einhorn als Wappentier einen Auerochsen, da sich die Hörner auf assyrischen oder babylonischen Darstellungen decken und wie ein Horn erscheinen. Nach dem Aussterben dieser Tiere seien die Abbildungen als Einhörner fehlinterpretiert worden.
Ohne Rücksicht oder in Unkenntnis auf heraldische Darstellungen sah der Heimatforscher Theodor Zanek im Siegelbild von 1277 aufgrund der Ähnlichkeit des Horns mit einem Hirschgeweih einen Hirsch. Er hielt dabei einen direkten Zusammenhang zur Gründungssage um Schwäbisch Gmünd für denkbar. Diese Theorie wird allgemein als Kuriosität abgetan. Bereits 1976 bemerkte Eugen Banholzer, dass man das Horn zwar dem Aussehen nach einem Hirsch zuweisen würde, dies aber lediglich zeige, wie in der zeitgenössischen Darstellung versucht wurde, das Aussehen des unbekannten Einhorns durch Hörner bekannter Tiere zu gestalten.

## Stadtfarben

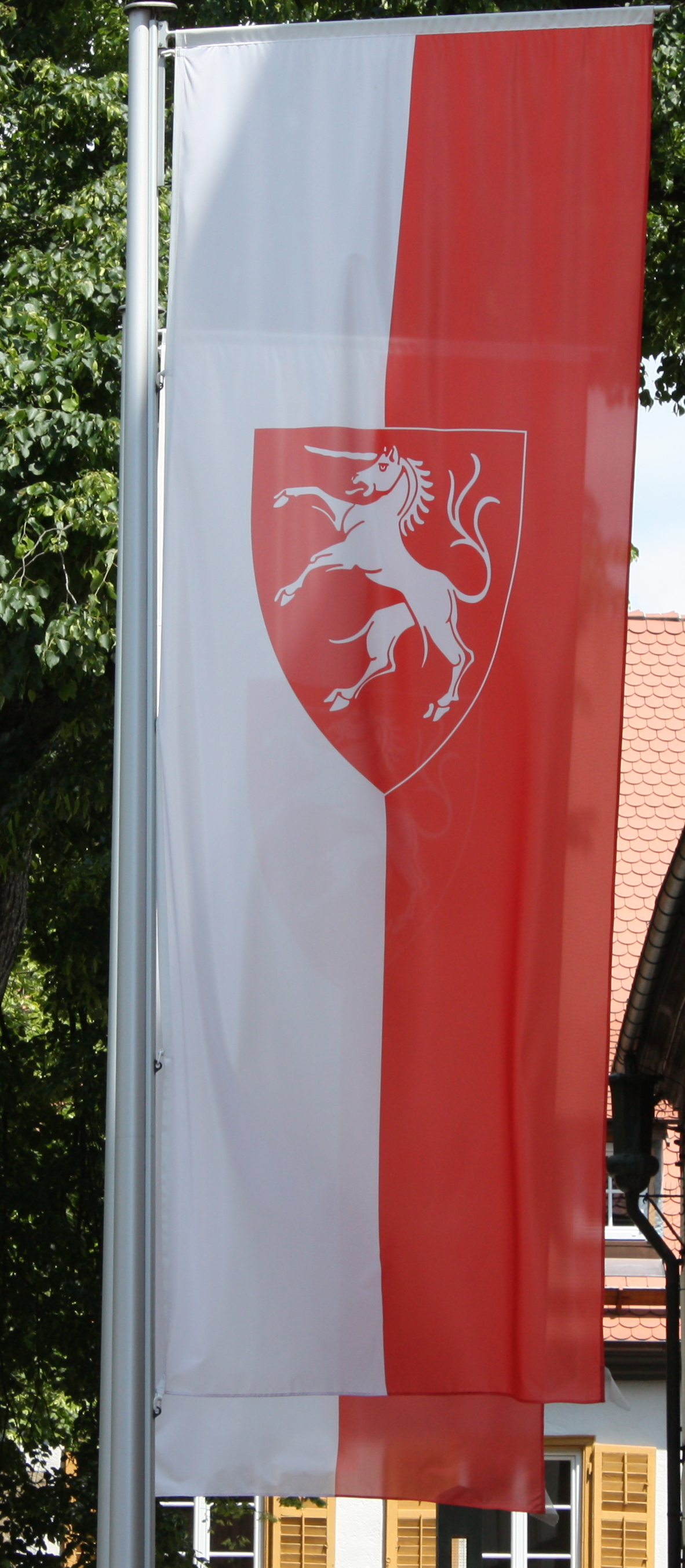
Stadtflagge

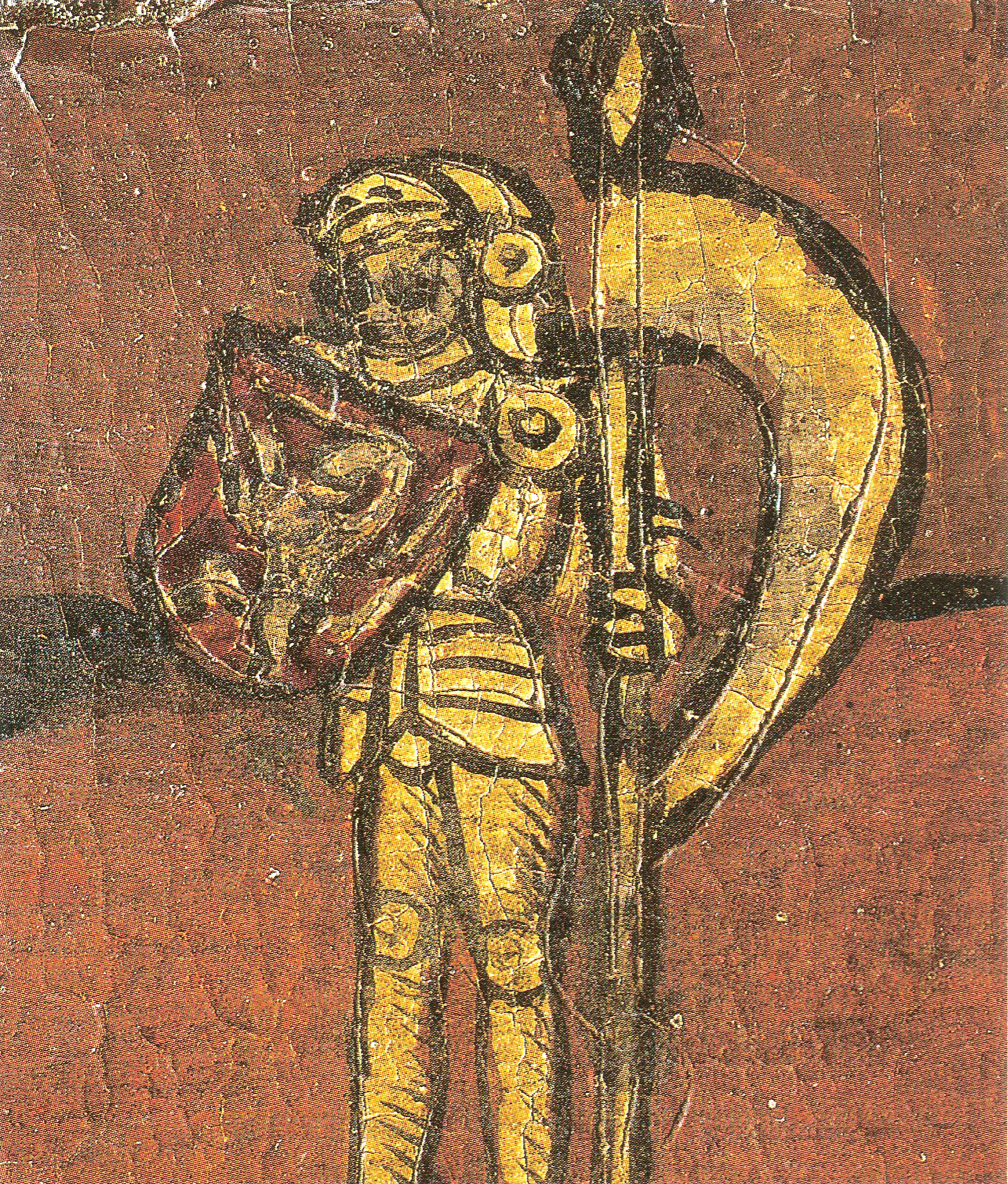
Älteste farbige Darstellung von 1480

1913 wurde in der Grät auf einem Tafelgemälde eine farbige Abbildung mit dem Wappen und Fähnchen entdeckt. Diese konnten aufgrund einer vorliegenden Beschreibung eindeutig dem Jahr 1480 zugeordnet werden. Es ist damit die älteste bekannte farbliche Darstellung des Wappens und der Stadtfarben. Rot und Weiß kommen als Farben von Reichsstädten häufig vor. Nach Banholzer haben sich diese Farben für Gmünd empfohlen, da sie die ältesten Reichsfarben seien. Auch das am 21. April 1505 von Kaiser Maximilian neuverliehenen Feldbanner der Stadt zeigt Weiß über Rot.
Im 1545 erschienenen Wapen. Des Heyligen Römischen Reichs Teutscher nation. von Jacob Kallenberg und Jakob Köbel wird zum Bannerträger von „Schwebisch Gemind“ die Tingierung „Weis Aynhorn in rottem feld“ angegeben.
Trotz gelegentlich auftretender Abarten und Farbfehler blieben die Farben Rot und Weiß unverändert die Stadtfarben von Schwäbisch Gmünd. So wird im 1971 erschienenen Werk Deutsche Wappen behauptet, „in den farbigen Darstellungen seit der Mitte des 15. Jahrh. ist das Einhorn meistens golden, seit Anfang des 17. Jahrh. (Sibmacher 1605) bevorzugte man jedoch dafür Silber“. Zeitgenössische Quellen hingegen kennen kein goldenes Einhorn. Nach der Rauchbeinschen Chronik war das Stadtwappen, solange es existiert, ein „weißes Aingehurn in einem rotten feld“.
Der renommierte Heraldiker Otto Hupp gab im nach 1925 erschienenen Werk Deutsche Ortswappen für Gmünd „in Rot ein goldenbewehrtes silbernes Einhorn“ an, ohne eine Quelle anzugeben.
Die Stadtflagge ohne Wappen steht den Bürgern zur freien Verwendung zur Verfügung. Auch wenn das Einhornwappen nur der Stadt zur Verwendung vorbehalten ist, wird die Nutzung durch Privatpersonen in der Regel geduldet oder zumindest nicht geahndet, sofern kein Missbrauch getrieben wird.

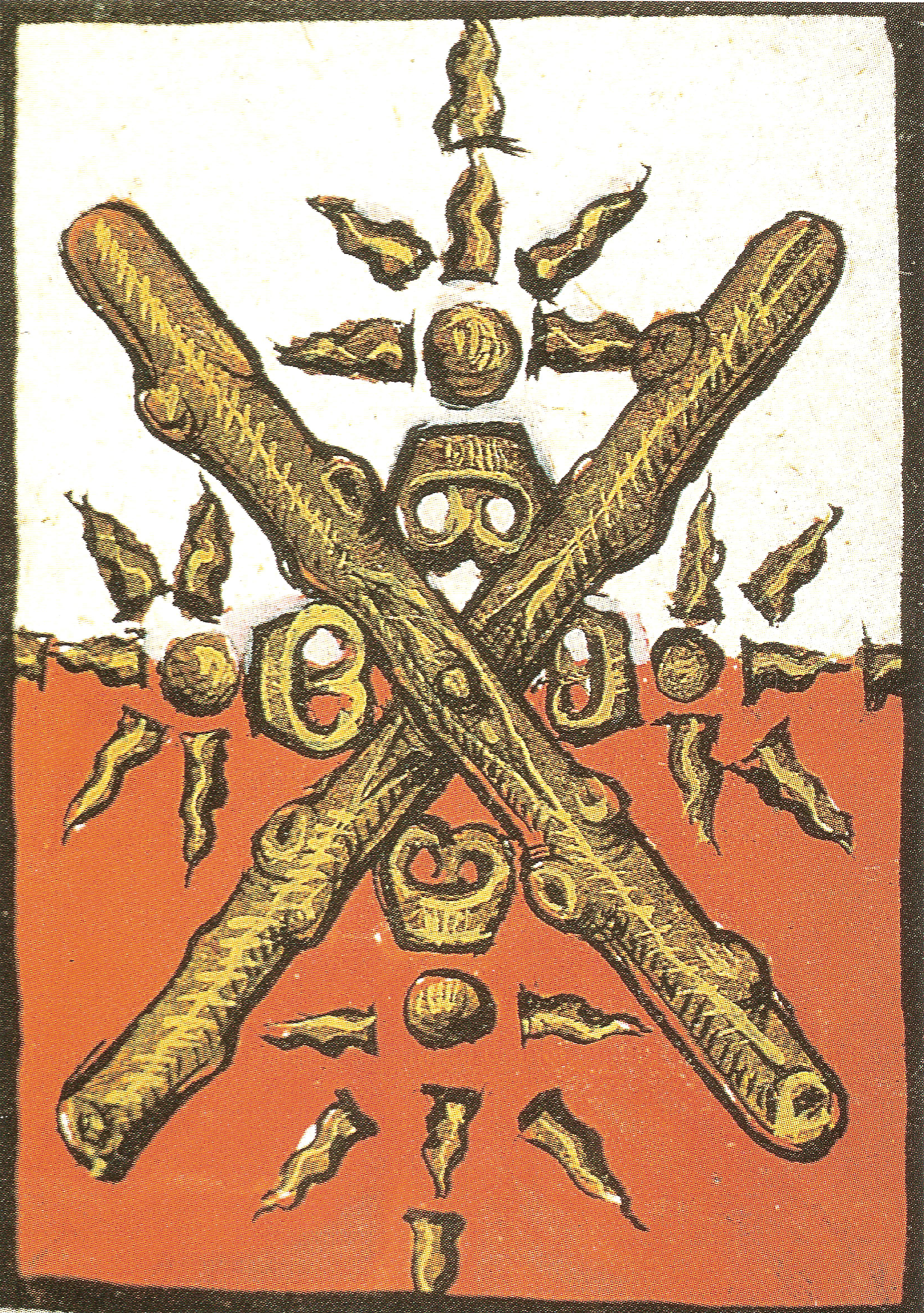
Feldbanner der Stadt (1505)
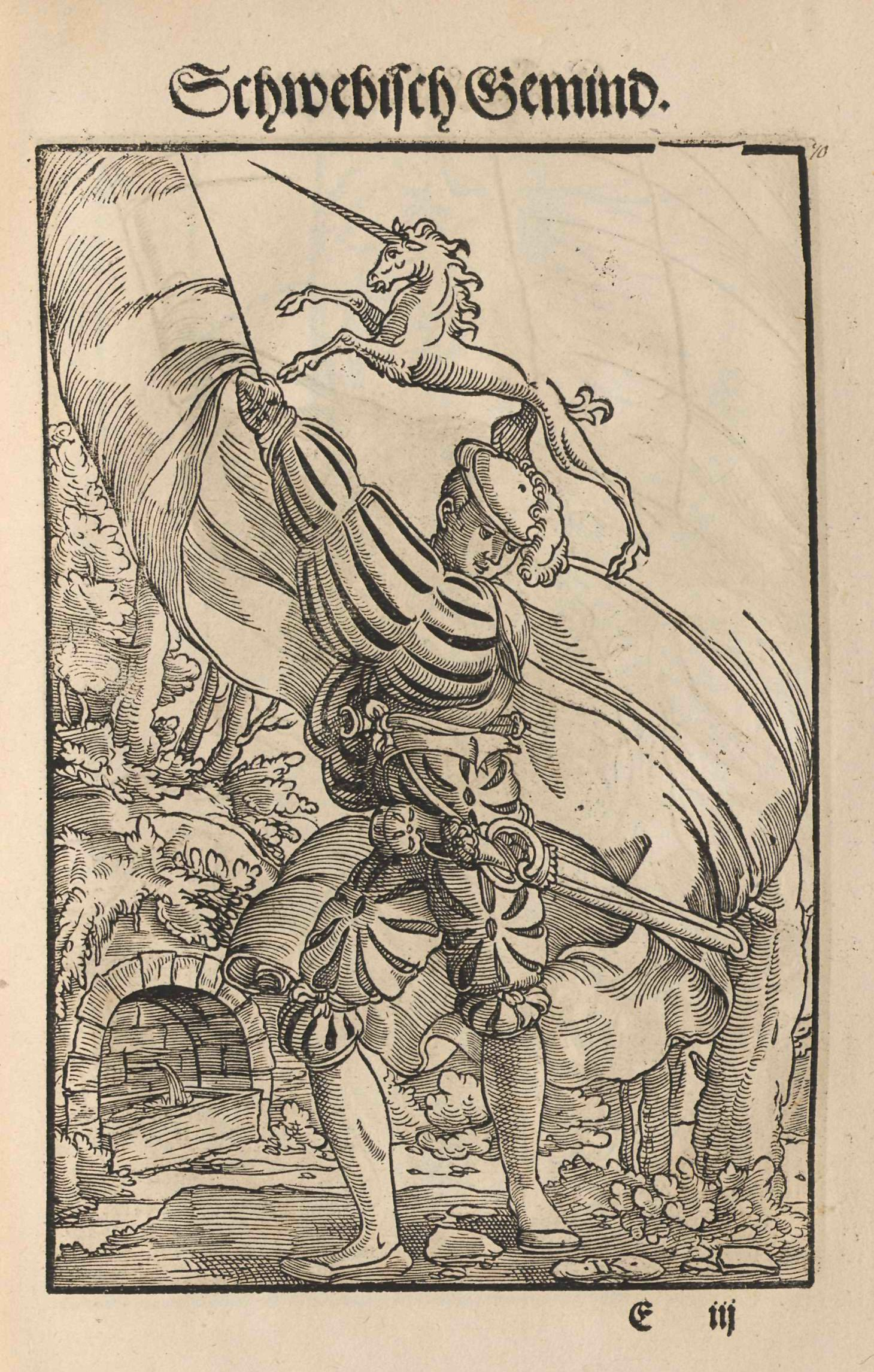
„Weis Aynhorn in rottem feld“ (1545)
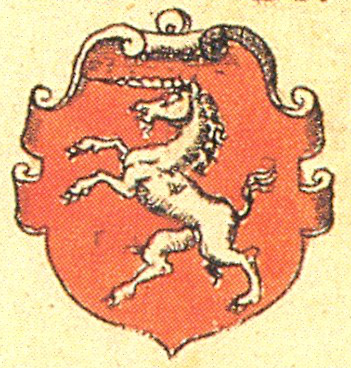
Siebmachers Wappenbuch (1605)
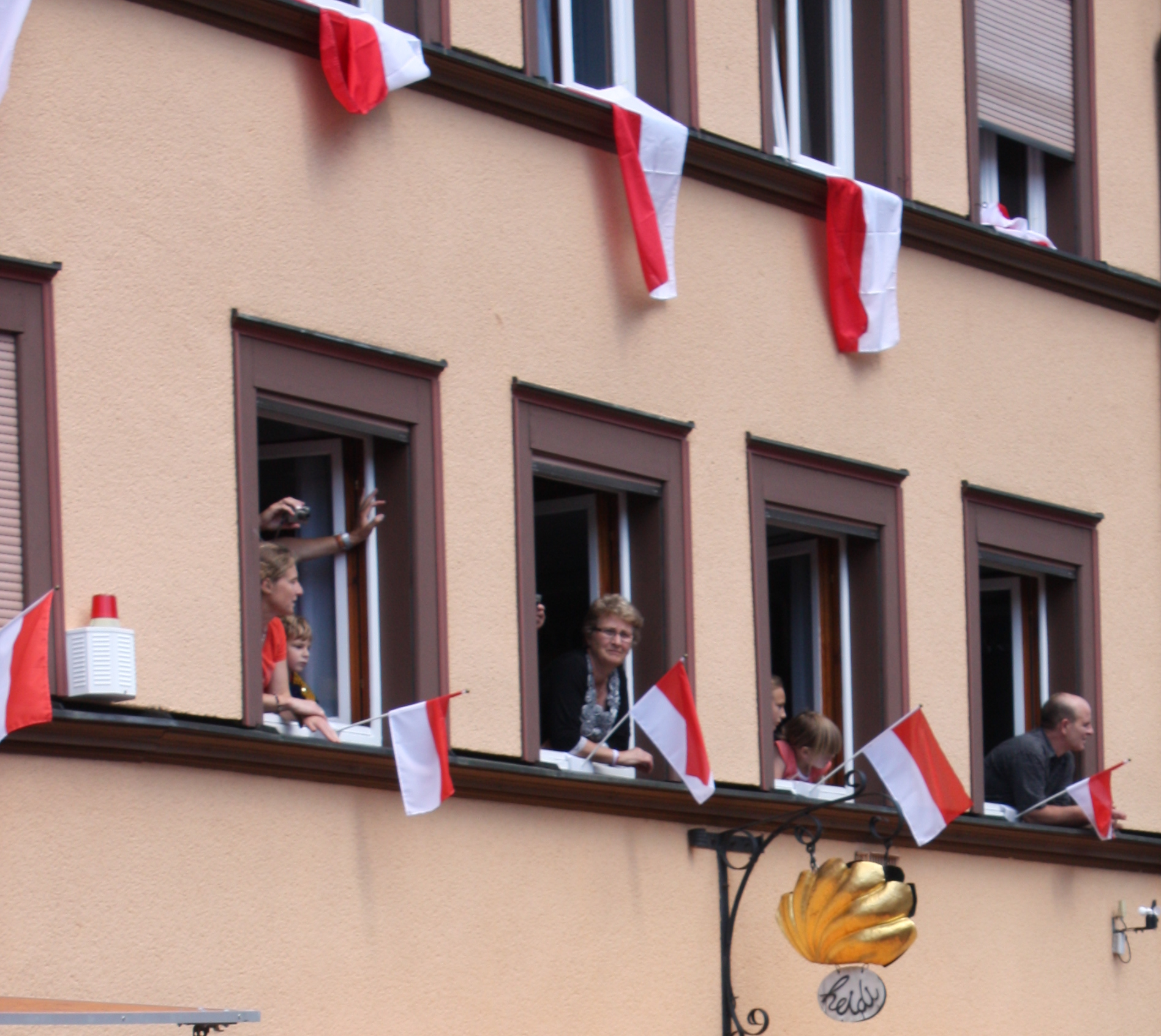
Flaggenschmuck in Schwäbisch Gmünd (2012)

## Wappenkunst
In Vergangenheit und Gegenwart fand das Gmünder Wappen Eingang in die Kunst, an Hausfassaden oder an Brunnen und Grenzsteinen.
Die Stadt Schwäbisch Gmünd widmete der Mythologie ihres Wappentieres eine Ausstellung. In der vom 12. November 1999 bis 5. März 2000 abgehaltenen Ausstellungspräsentation „Das Einhorn. Mythos und Signet“ wurden u. a. Werke von Albrecht Dürer, Hans Baldung Grien und Matthäus Merian gezeigt. Zudem war das Siegel von 1277 ausgestellt. Der Bildhauer Anatol Herzfeld schuf eigens für die Ausstellung eine Einhorn-Skulptur.

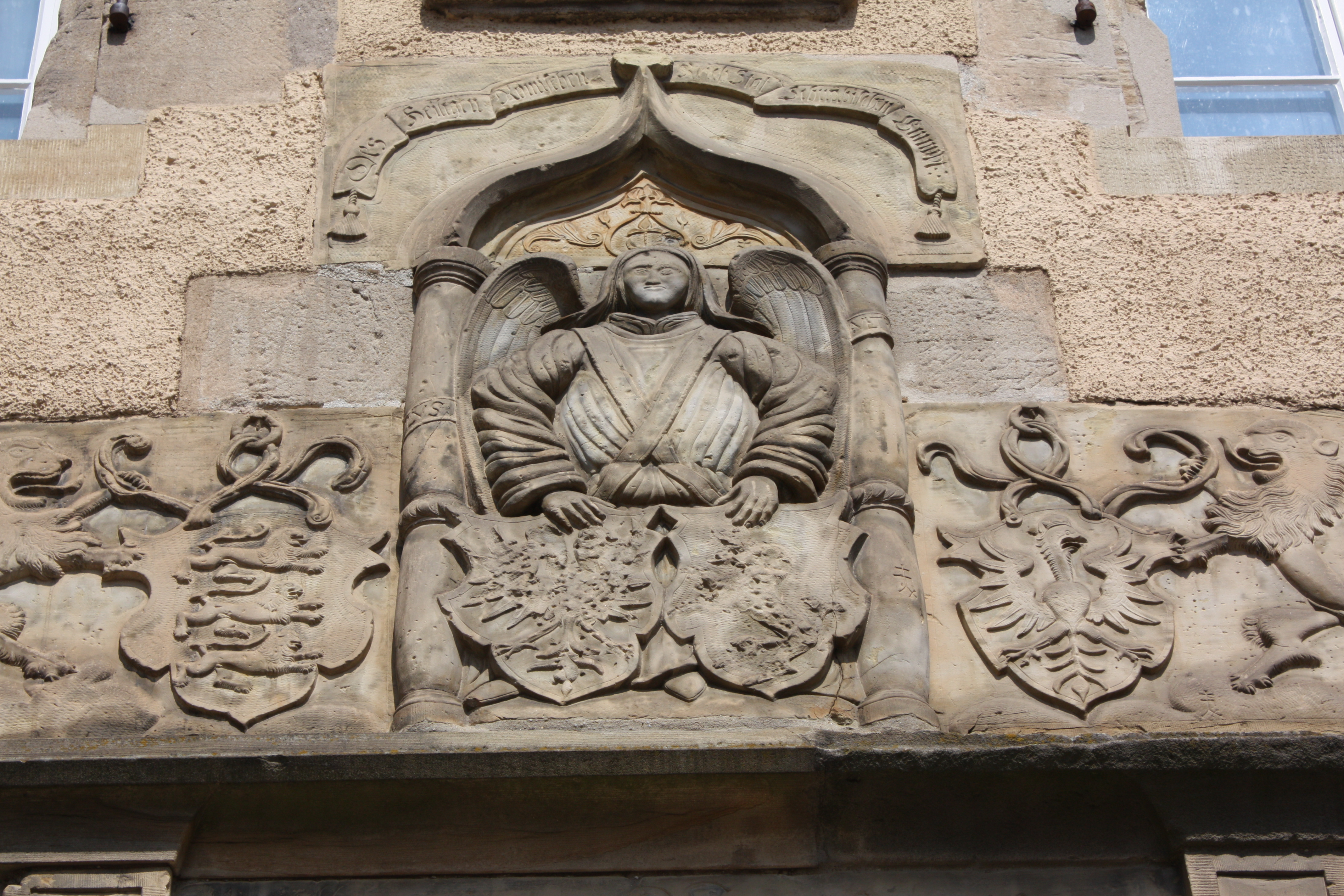
Wappen von Gmünd an der Fassade des Schwörhauses
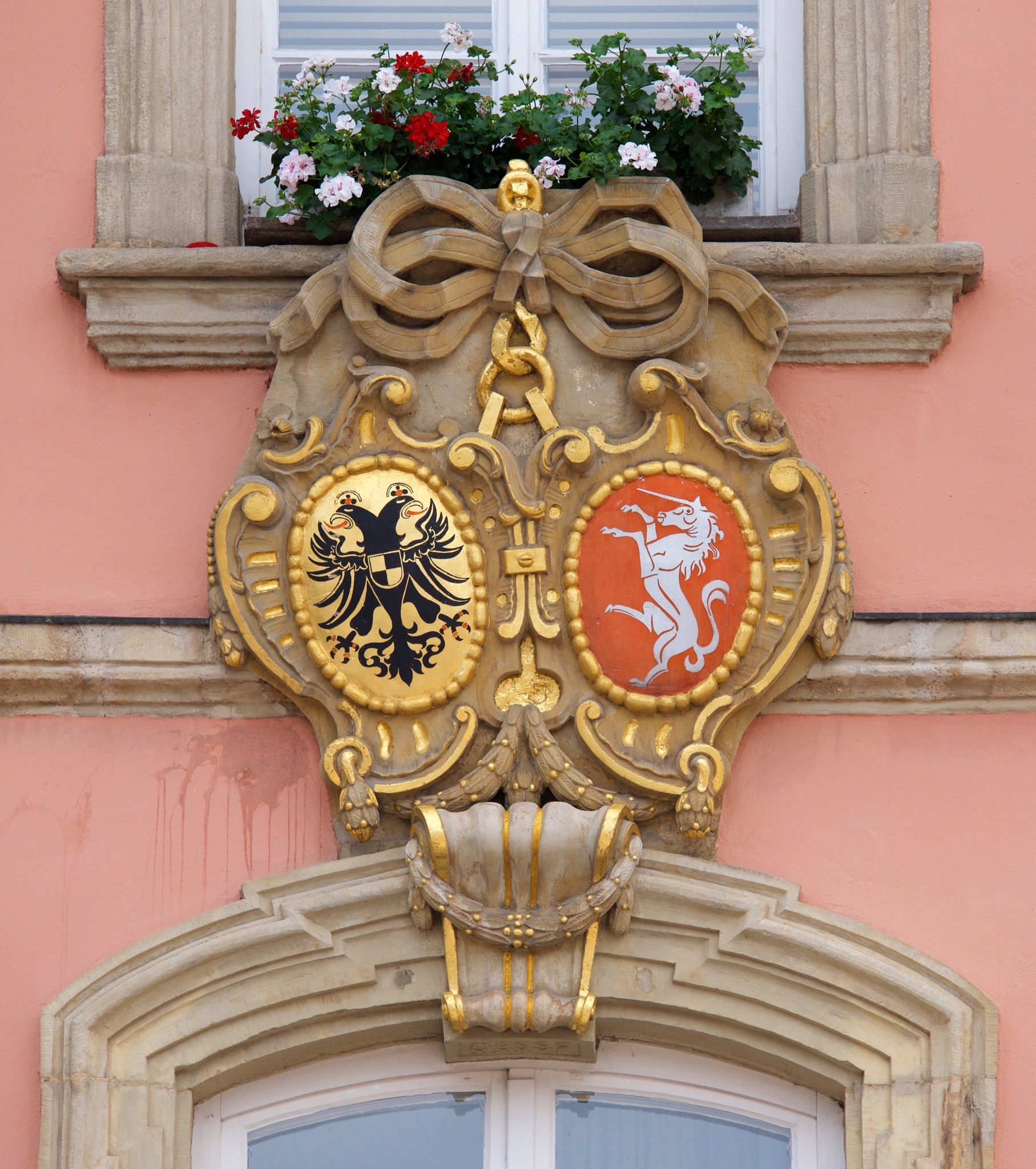
Wappen am Rathaus
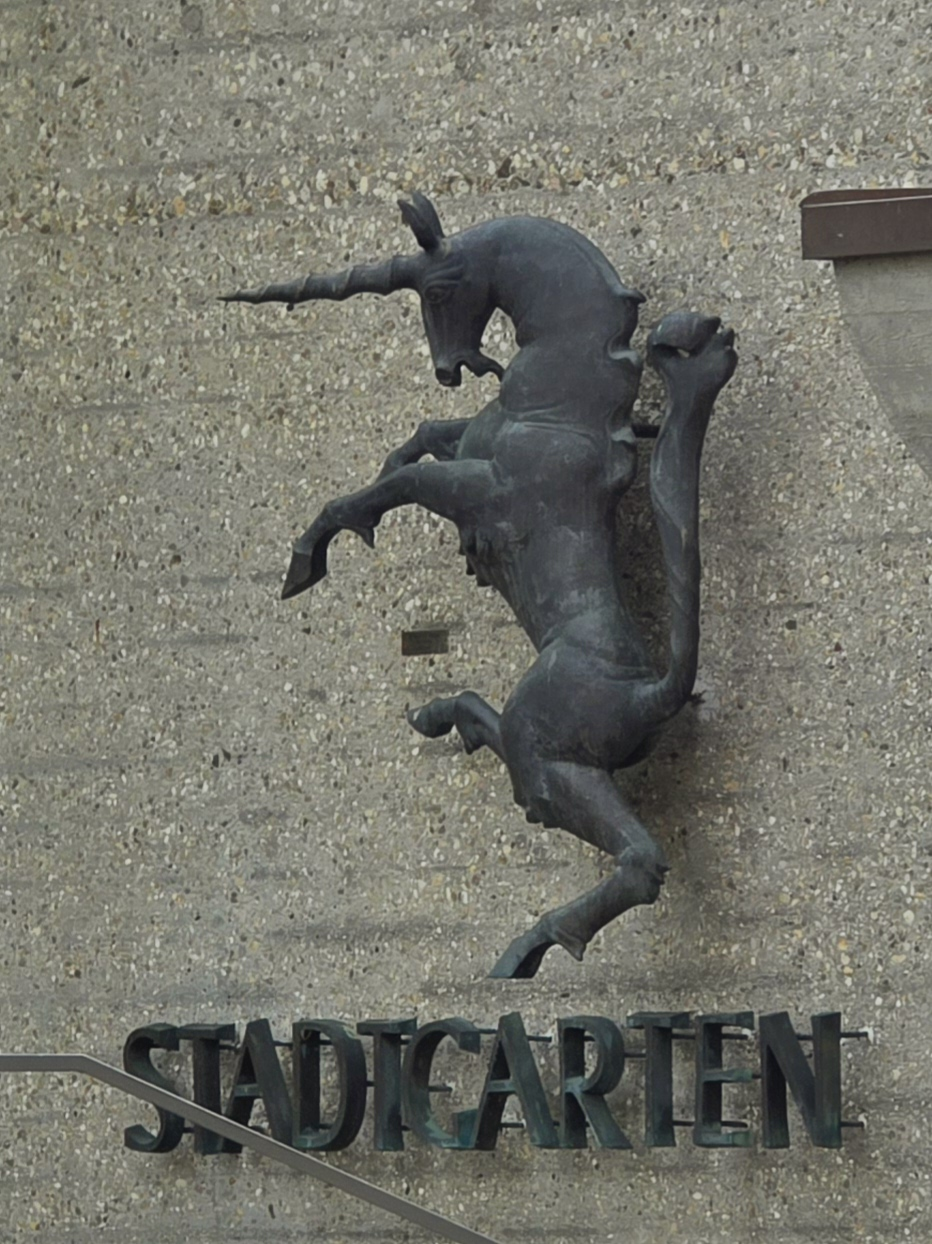
Einhorn CCS Stadtgarten
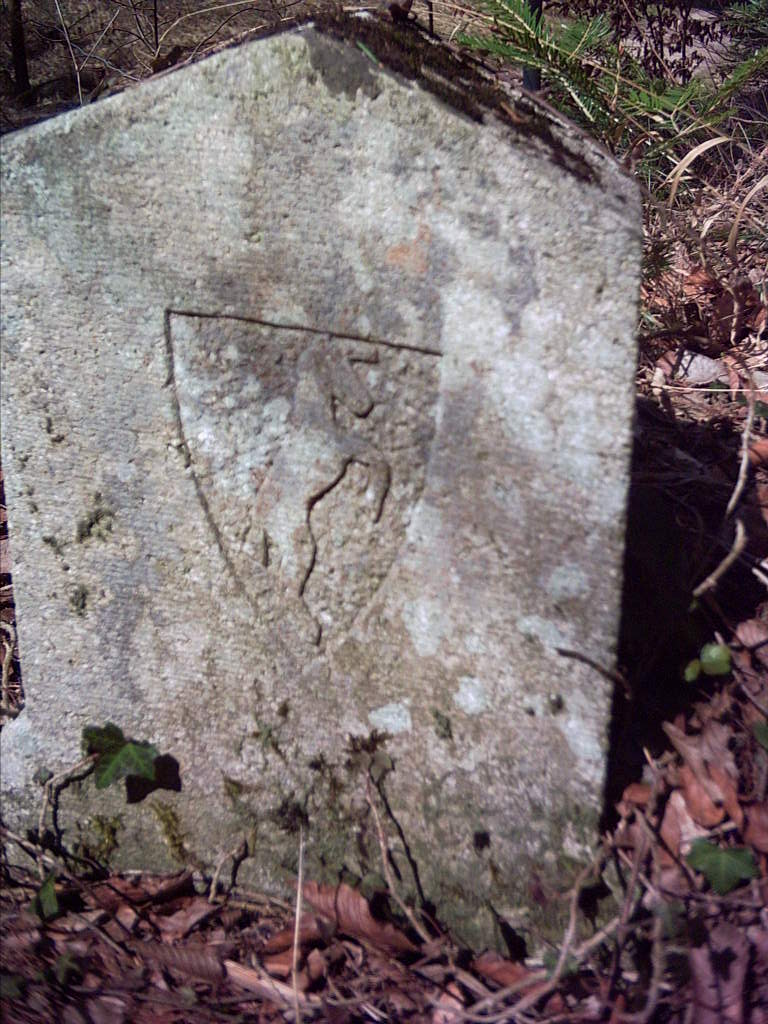
Grenzstein mit seitenverkehrtem Einhorn
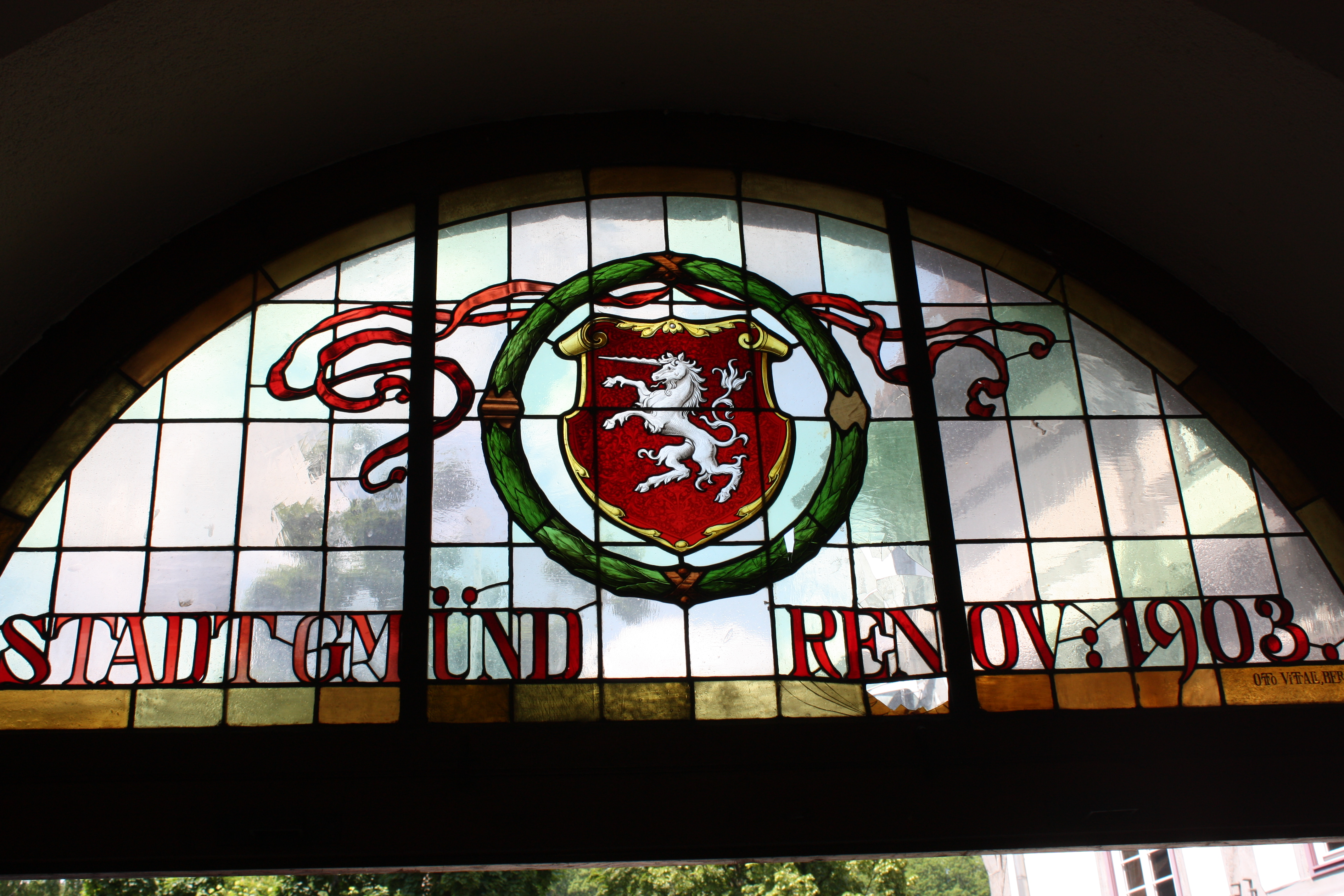
Glasmalerei am Spitaldurchgang
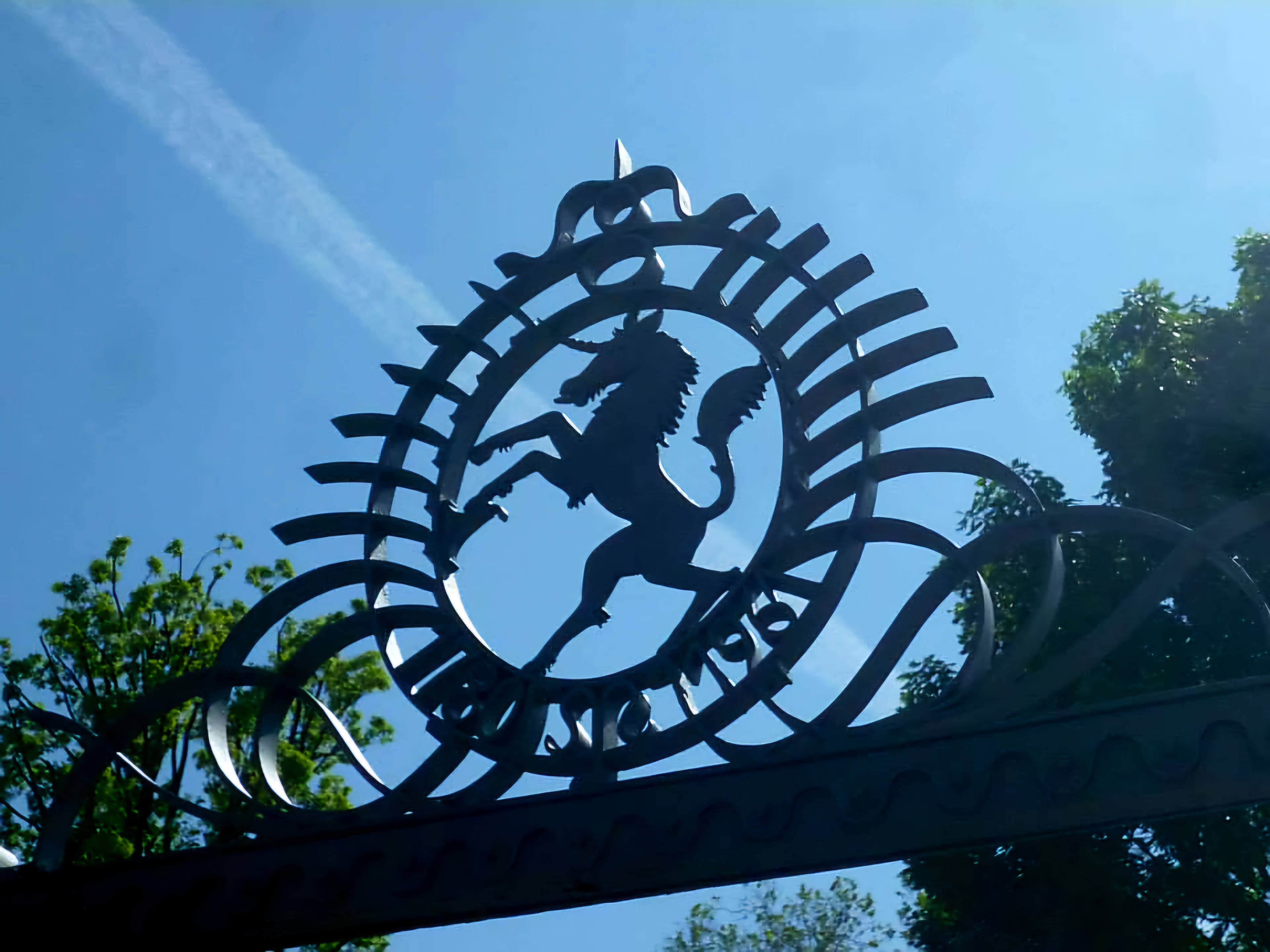
Wappen am Portal des Gmünder Stadtgartens
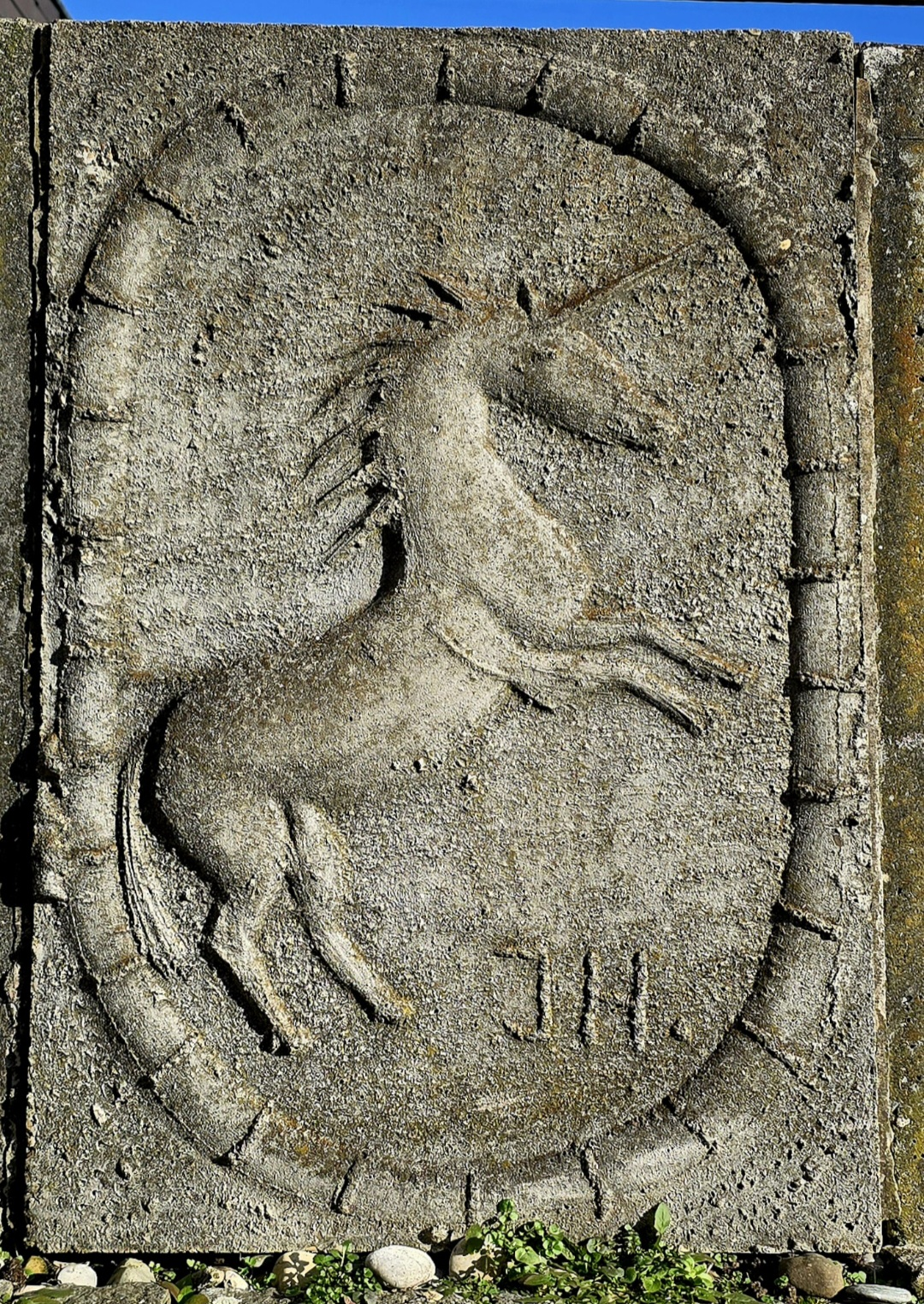
Betonrelief an einer Gartenmauer im Gmünder Ortsteil Straßdorf

## Alltagskultur
Auch Firmen, Vereine und Privatpersonen greifen auf Einhorn und Wappenfarben zurück und nehmen die Gmünder Symbole in Wort und Bild als Identifikationsmittel an. Teilweise wird auch auf die englische Schreibweise unicorn für das Einhorn zurückgegriffen. Das Wappen findet Verwendung in zahlreichen Werbemitteln und Souvenirs. Auch Sondermünzen, Medaillen und Plaketten ziert das Einhorn.

### Unternehmen
In der Gmünder Silberwarenindustrie tauchte das Einhorn als Firmenlogo auf, so z. B. bei der Silberwarenmanufaktur Gebrüder Kühn und der Ring- und Juwelenfabrik L. C. Köhler.
Der Einhorn-Verlag in Schwäbisch Gmünd nahm mit dem Firmennamen und dem Logo Anleihen beim Gmünder Wappentier. Zudem erschien im Verlag von 1953 bis 1973 die Zeitschrift einhorn, von 1974 bis 2010 ostalb einhorn. Seit 1974 bringt der Verlag die Einhorn-Jahrbücher heraus.
Bereits in der Reichsstadtzeit hieß eine Apotheke in Schwäbisch Gmünd zeitweilig Einhorn-Apotheke. Auch in der Gegenwart tragen eine Apotheke, ein Getränkemarkt sowie ein Hotel den Namen Einhorn. In jüngerer Zeit existierte der Name unicorn für einen Gastronomiebetrieb.
Da die Rems-Zeitung durch die Veröffentlichung amtlicher Bekanntmachungen der Stadt Schwäbisch Gmünd auch öffentliche Aufgaben übernimmt, ist seit dem späten 19. Jahrhundert das Stadtwappen auf der Titelseite abgebildet.
Die Gmünder Spedition Abt verwendet bei Aufliegern und Lastzügen das Einhorn als überdimensionalen Logozusatz.

### Vereine
Der 1. FC Normannia Gmünd führte 2000/01 kurzzeitig ein modernisiertes Vereinswappen mit einem stilisierten roten Einhorn ähnlich dem Stadtlogo, ehe man wieder zum traditionellen Wappen zurückkehrte. Die Vereinsfarben der „Normannen“ sind zwar Schwarz und Rot, das Vereinswappen hingegen zeigt die Gmünder Stadtfarben Weiß und Rot.
Die Turngemeinde Schwäbisch Gmünd, einer der Vorgängervereine des TSB Schwäbisch Gmünd, führte das Einhorn als Vereinswappen.
Der Tanzclub Rot-Weiss Gmünd veranstaltet jährlich einen Wettbewerb um den Einhorn-Pokal.
Auch die zahlreichen Altersgenossenvereine nutzen Rot und Weiß, mit oder ohne Einhorn, als Logo. Der Dachverband der Schwäbisch Gmünder Altersgenossenvereine verwendet das Stadtwappen in umgekehrter Farbfolge.
Ferner finden die Gmünder Symbole u. a. Verwendung in den Logos des Gmünder Geschichtsvereins, der Kolpingkapelle, dem 1. Musikverein Stadtkapelle oder dem Arbeitskreis Alt-Gmünd Verwendung. Die Einhorn-Musikanten, die Laufgemeinschaft Die Einhörner und der Unicorn Promenaders Square Dance Club haben sich nach dem Gmünder Wappentier benannt.
Auch im Fasching ist das Einhorn omnipräsent; der Verein Gmender Fasnet e.V. sowie die Guggenmusik-Vereine Gmendr Gassafetza und Gmendr Altstadtfäger verwenden es im Logo, auf Abzeichen und in Publikationen.
Wiederholt fand ein Einhorn Verwendung auf den Finisher-Medaillen des Albmarathons, oder auf den Medaillen und Urkunden des Gmünder Sport-Spiel-Spaßes, einer jährlich stattfindenden Schulsportveranstaltung.

### Ausstellungen
Unter dem Motto Das Einhorn. Mythos und Signet fand im Gmünder Museum im Prediger vom 12. November 1999 – 5. März 2000 eine Ausstellung mit dem Einhorn im Mittelpunkt statt. Ausgestellt waren u. a. Grafiken von Albrecht Dürer, Matthäus Merian und Hans Baldung Grien, aber auch zeitgenössische Kunstwerke von z. B. Anatol Herzfeld oder Daniel Spoerri.
Vom 31. Mai 2020 – 10. Januar 2021 war im Prediger die Ausstellung The Last Unicorn. Das Einhorn im Spiegel der Popkultur, basierend auf dem gleichnamigen Zeichentrickfilm aus dem Jahre 1982 sowie dem Roman von Peter S. Beagle vom 1968, zu sehen.

### Sonstiges
Der etwa 2,2 km lange Tunnel der Bundesstraße 29 (B 29) durch Schwäbisch Gmünd erhielt im Oktober 2011 den Namen Gmünder Einhorn-Tunnel.
Im Stadtteil Straßdorf ist die Einhornstraße nach dem Gmünder Wappentier benannt.
Auch das Logo der Landesgartenschau Schwäbisch Gmünd 2014 greift auf das Einhorn zurück.
Am 20. August 2024 wurde am Bahnhofsplatz die Einhorn-Fußgängerampel in Betrieb genommen. Die beiden Signalfiguren sollen nicht nur als Blickfang dienen, sondern auch ein weiteres Bekenntnis zum Einhorn der Stadt Gmünd darstellen.
Eine Attraktion des temporären Sommerspielplatz 2025 vor dem Gmünder Rathaus ist ein Einhorn-Spielturm.

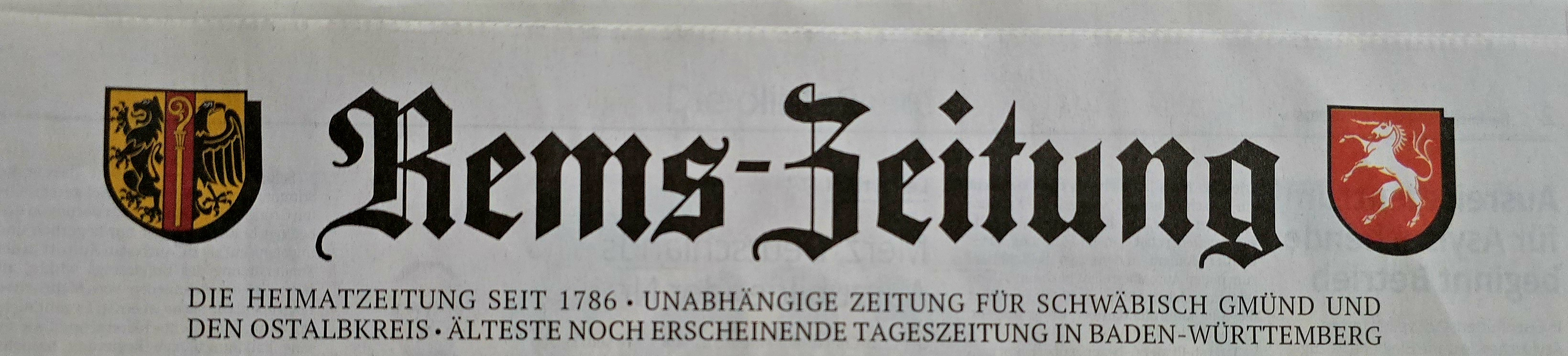
Rems-Zeitung: Kopf der Titelseite
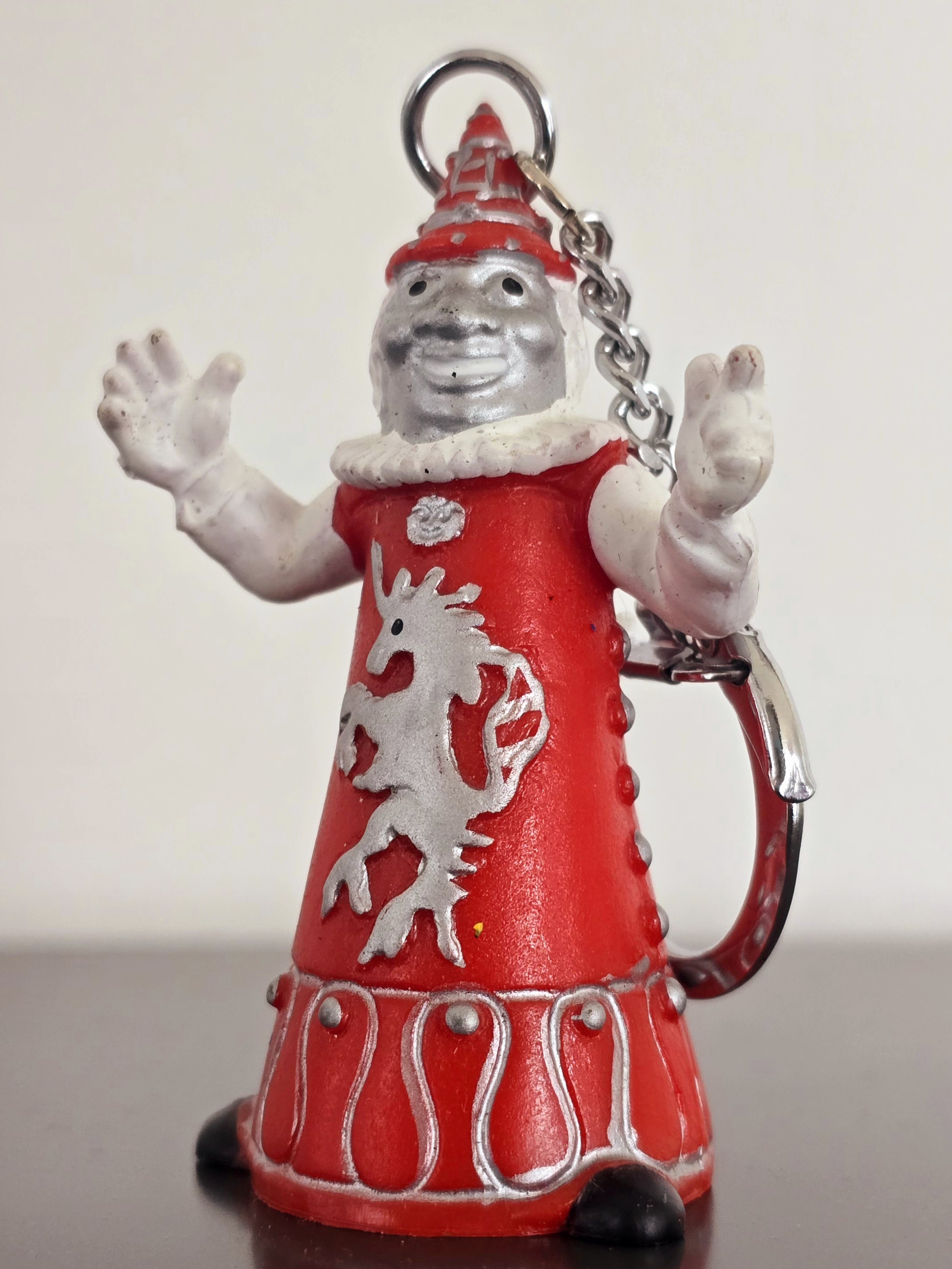
Silbermännle Schlüsselanhänger als Fasnetsabzeichen 2011
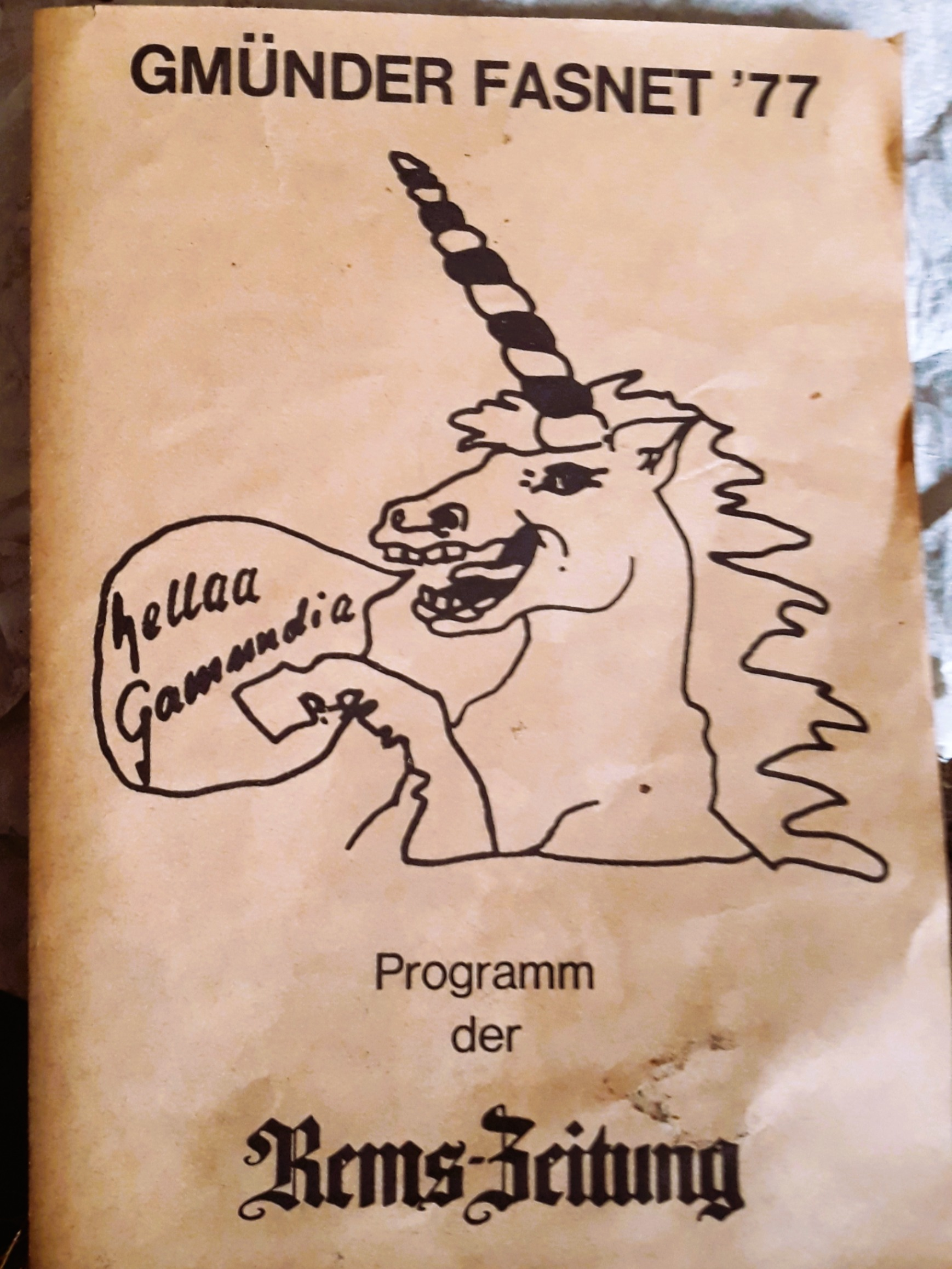
Programmheft Gmünder Fasnet 1977
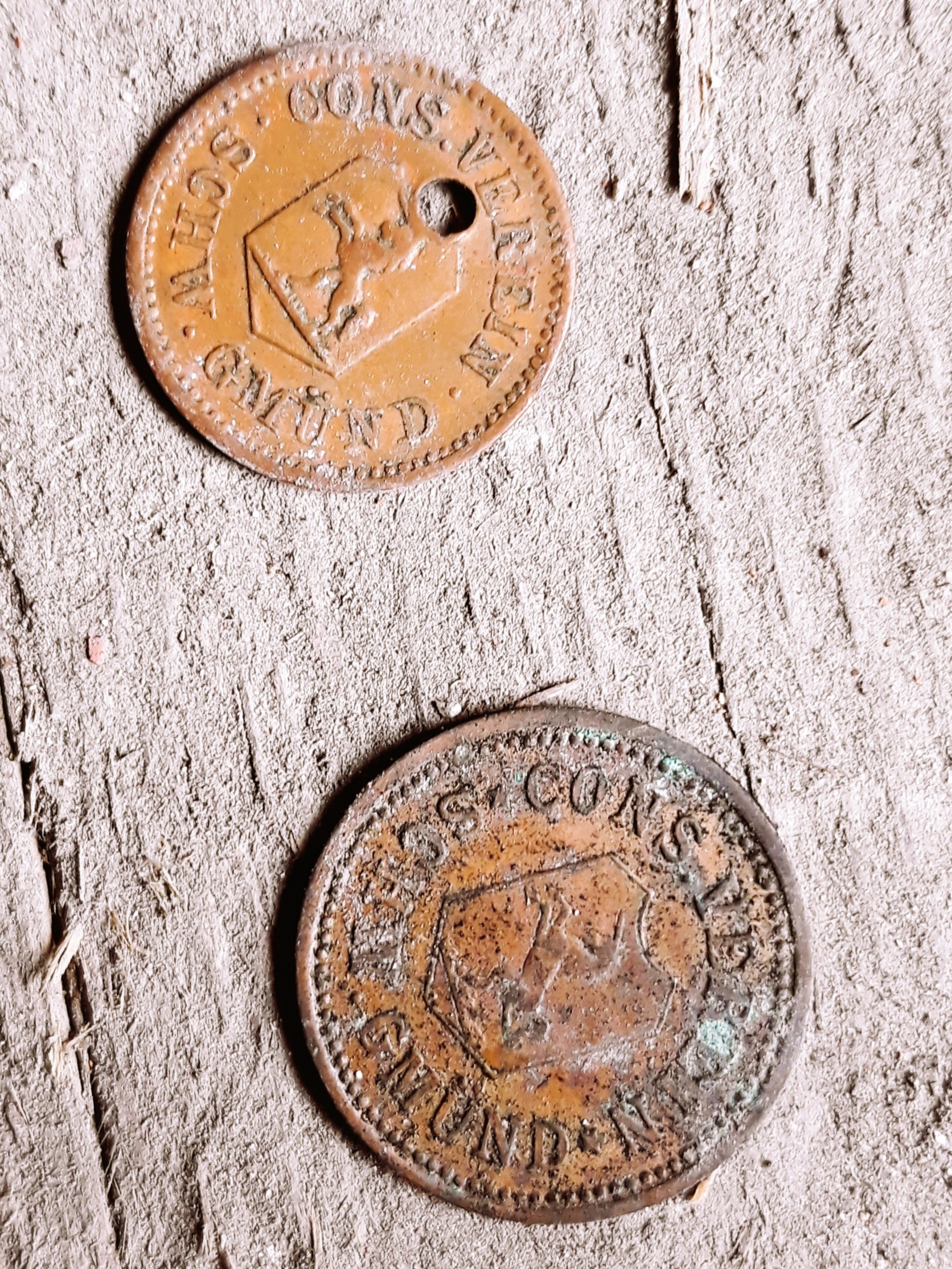
Wertmarke Gmünder Consumverein
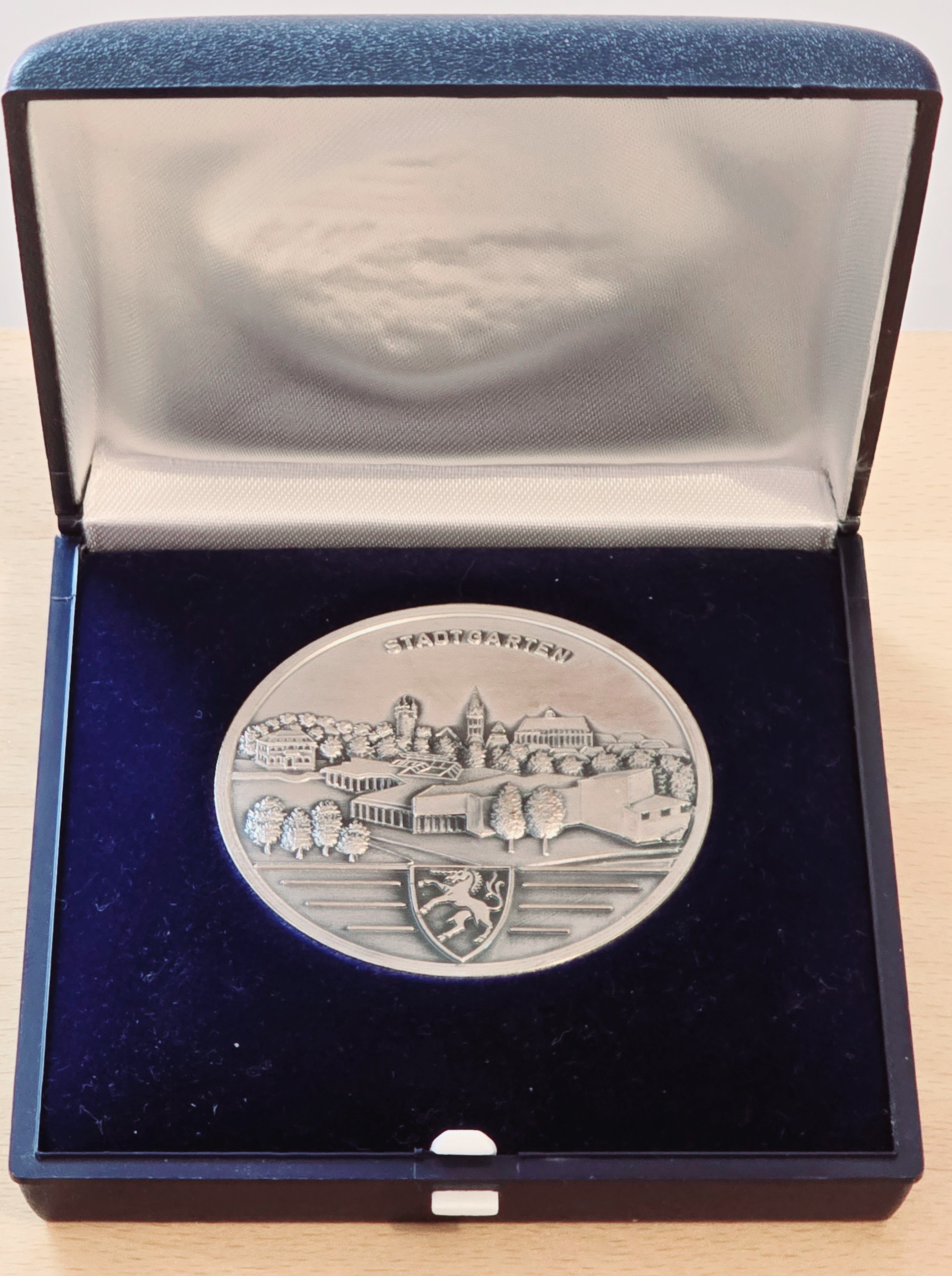
Medaille der Sportlerehrung 1984
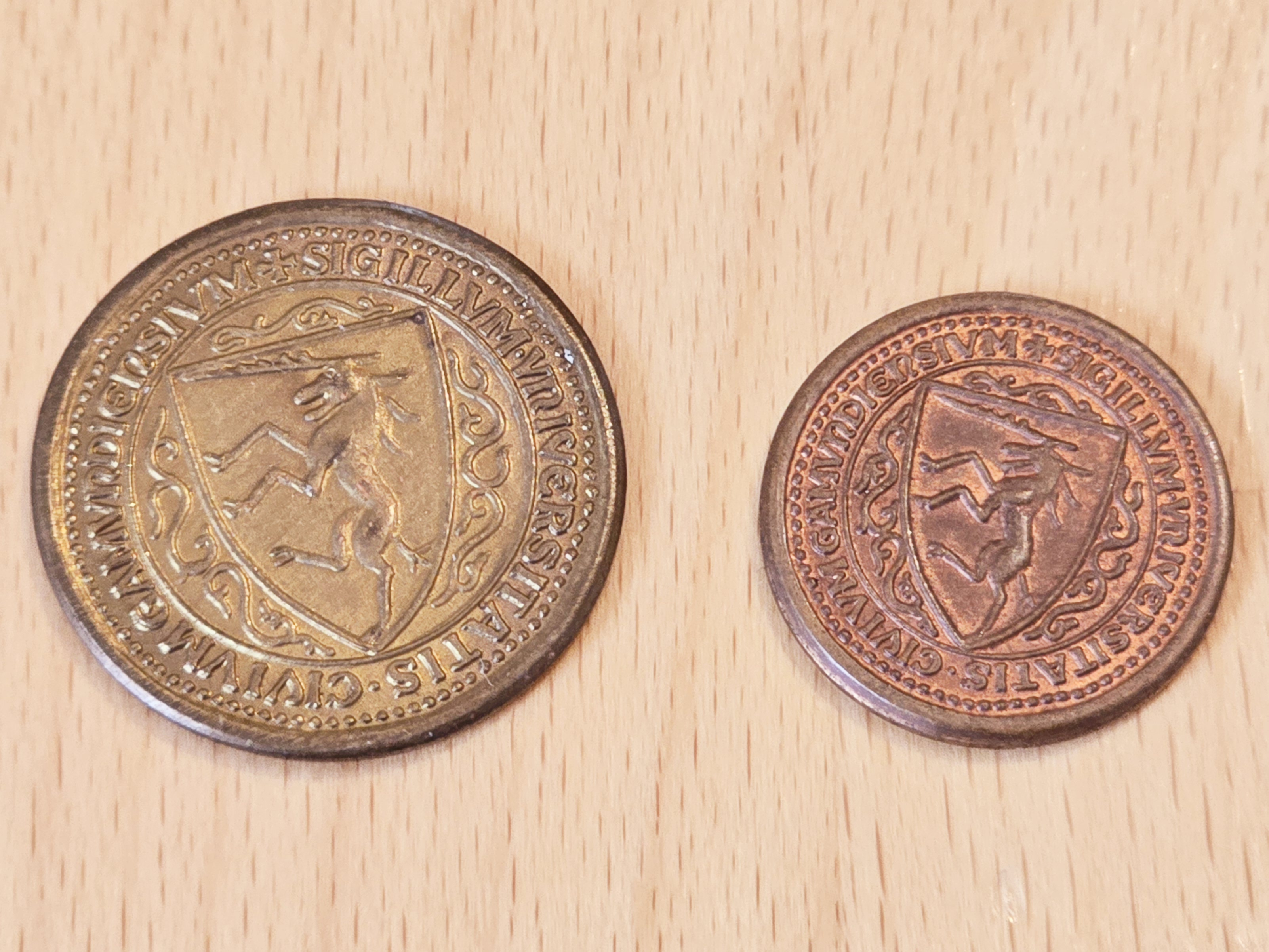
Gmünder Batzen 1984, Zahlungsmittel beim Mittelalter-Markt
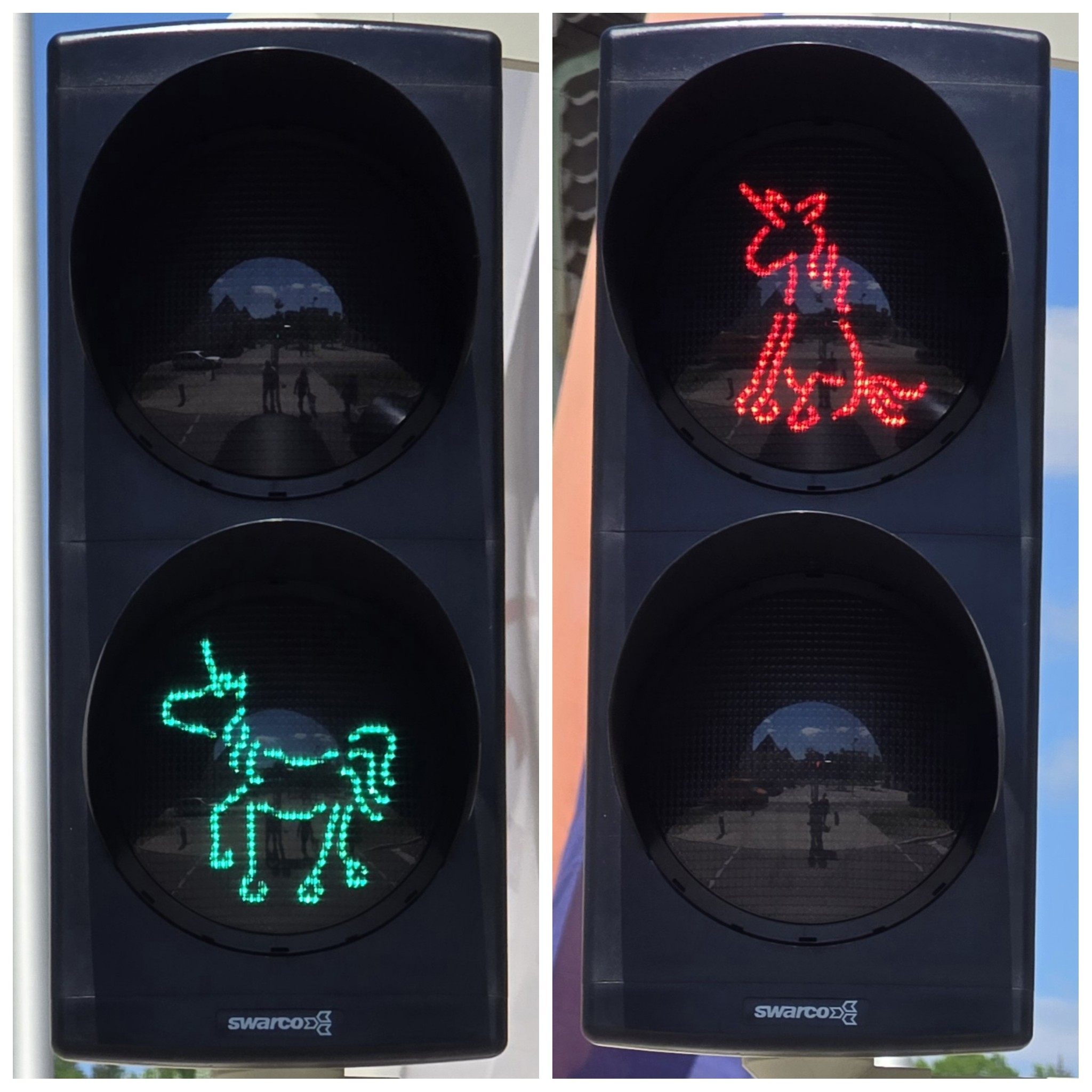
Ampel
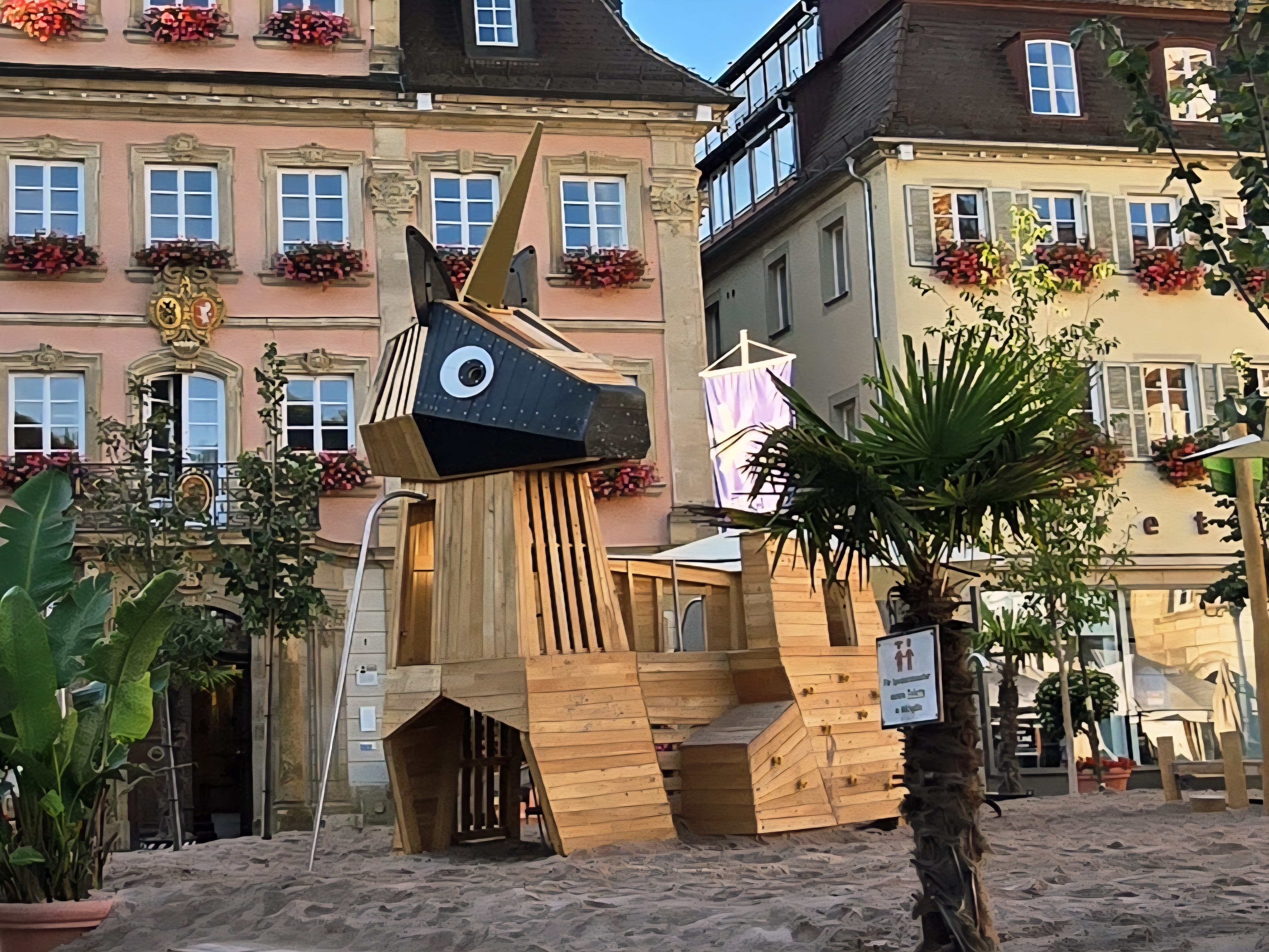
Einhorn-Spielturm 2025

## Wappen der Stadtteile

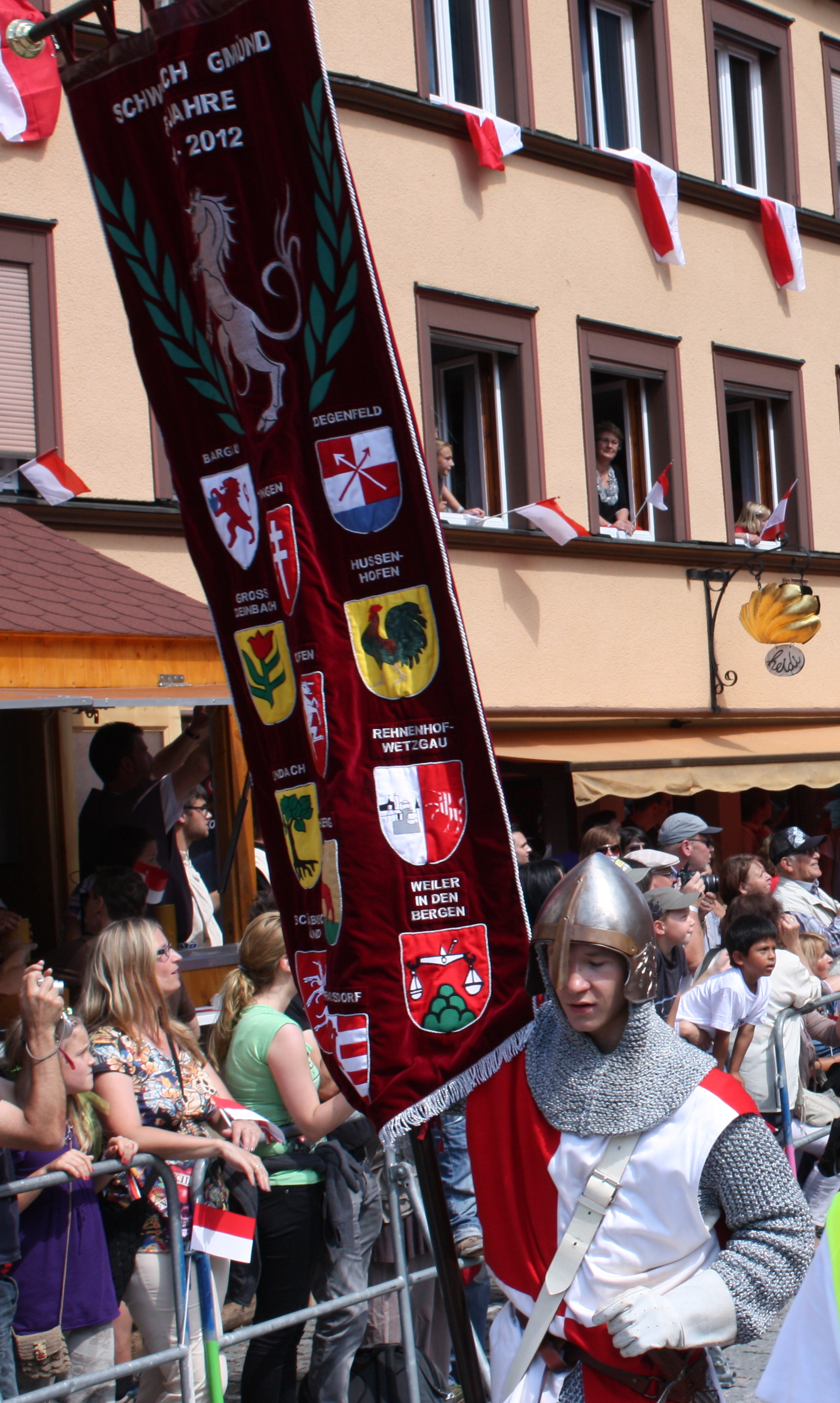
Ein Banner mit den Wappen der Stadt und ihrer Stadtteile

Abgesehen von Hussenhofen (ehemaliger Ortsteil der Gemeinde Herlikofen) und Wetzgau (ehemaliger Ortsteil der Gemeinde Großdeinbach) führten die heutigen Stadtteile als selbständige Gemeinden eigene Wappen und teilweise eine Gemeindeflagge. Die damalige Gemeinde Rechberg führte ihr Wappen bereits seit 1919, während das Wappen Bettringens in der heutigen Gestaltung nur von 1957 bis 1959 amtliche Gültigkeit hatte. Diese Symbole sind mit der jeweiligen Eingemeindung als amtliches Bildkennzeichen erloschen, werden aber noch von der Stadt und den Stadtteilen geführt. Verwendung finden sie u. a. auf Ortsbegrüßungstafeln oder auf Flaggen zu feierlichen Anlässen.
Sämtliche Wappen der ehemaligen Gemeinden verweisen mit ihren Wappenbildern und/oder den Wappenfarben auf die Zugehörigkeit zu früheren Herrschaften. Es dominieren hierbei die Reichsstadt Schwäbisch Gmünd (in den Wappen von Bettringen, Herlikofen, Straßdorf und Weiler in den Bergen) und Rechberg (in den Wappen von Bargau, Bettringen, Großdeinbach und Rechberg). Auch aus den Wappen der Staufer (Herlikofen), Württemberg (Lindach) und dem Spital zum Heiligen Geist (Bettringen) wurden Anleihen genommen. Das Ortswappen von Degenfeld ist, abgesehen von den beiden Pfeilen, identisch mit dem Familienwappen des gleichnamigen Adelsgeschlechts.
Außer dem Patriarchenkreuz im Bettringer Wappen erscheinen als Symbole mit religiösem Hintergrund die Attribute der Ortsheiligen in den Wappen von Degenfeld und Weiler in den Bergen.
Als „redend“ werden die Wappen von Lindach, Rechberg und Weiler in den Bergen angesehen.
Hussenhofen (2000) und Rehnenhof-Wetzgau (2009) erhielten ihre Symbole („Wappensignet“) erst in jüngerer Zeit.
| Wappen | Stadtteil            | Eingemeindet   | Beschreibung | Flagge       | Eingeführt        |
| ------ | -------------------- | -------------- | --- | ------------ | ----------------- |
| Wappen | Bargau               | 1. Januar 1971 | Blasonierung: In Silber ein aufgerichteter roter Löwe, in seinen Vorderpranken eine blaue Pflugschar haltend. Als Erinnerung an die Zeit, in der Bargau rechbergisch war, führt der Stadtteil das Wappen der Grafen von Rechberg, einen roten Löwen auf silbernem Grund, der in seinen Vorderpranken eine umgestürzte, blaue Pflugschar hält.           | weiß–rot     | 1956              |
| Wappen | Bettringen           | 1. April 1959  | Blasonierung: In gespaltenem Schild vorne in Silber (Weiß) ein nach rechts gekehrter roter Löwe, hinten in Rot ein silbernes (weißes) Doppelkreuz. Das Doppelkreuz erinnert an das Spital in Schwäbisch Gmünd, der Löwe verweist auf die Herren von Rechberg. Die Farben Rot und Weiß sind eine Anlehnung an die Stadtfarben von Schwäbisch Gmünd.      | rot–weiß     | 29. November 1957 |
| Wappen | Degenfeld            | 1. Januar 1971 | Blasonierung: Über blauem Schildfuß in rot-silbernen geviertem Schild zwei gekreuzte Pfeile in gewechselten Farben. Da Degenfeld der Stammsitz der Herren von Degenfeld war, zeigt das Wappen das gräflich Degenfeldsche Stammwappen. Das Beizeichen, die gekreuzten Pfeile, stehen für den Ortsheiligen Sebastian.                                     | weiß–rot     | 2. Februar 1957   |
| Wappen | Großdeinbach         | 1. März 1972   | Blasonierung: In Gold eine rote Tulpe an grünem Stiel mit vier grünen Blättern. Die Farben Rot und Gold sind die Hausfarben des Hauses Rechberg. Die Bedeutung der Tulpe ist nicht überliefert, möglicherweise soll sie ein Hinweis auf den damaligen Status von Großdeinbach als Luftkurort sein.                                                      | rot–gelb     | 1938              |
| Wappen | Herlikofen           | 1. Januar 1969 | Blasonierung: In gespaltenem Schild vorne in Gold ein schwarzer Löwe, hinten in Rot ein nach links gewendetes silbernes Einhorn. Der schwarze Löwe auf goldenem Grund steht für das Kaisergeschlecht der Staufer, das silberne Einhorn für Schwäbisch Gmünd. Der Entwurf für das Wappen stammt vom Stuttgarter Kunstmaler Immanuel Knayer.              | weiß–rot     | 11. Dezember 1957 |
| Wappen | Hussenhofen          | 1. Januar 1969 | Blasonierung: In Gold ein schreitender Hahn. Der Hahn ist eine gemeine Figur und spielt als redendes Wappen auf den Ortsnecknamen Remsgöckel an. Das Wappensignet wurde vom Hussenhöfer Hermann Kugler gestaltet. | weiß–rot     | 2000              |
| Wappen | Lindach              | 1. Juli 1971   | Blasonierung: In Gold eine schwarze schwebende bewurzelte Linde. Das Wappensymbol der Linde steht als redendes Wappen für den Ort. Die Farben Schwarz und Gold zeigen die frühere Zugehörigkeit Lindachs zur Hofkammer des Hauses Württemberg. Lindach ist der einzige Gmünder Stadtteil, der weder Weiß noch Rot als Wappen- oder Flaggenfarben führt. | schwarz-gelb | 1955              |
| Wappen | Rechberg             | 1. Januar 1975 | Blasonierung: In Gold auf grünem Berg ein schreitender roter Rehbock. Der rote Rehbock entstammt dem Wappen der Grafen von Rechberg-Rothenlöwen und ist in Verbindung mit dem grünen Berg ein redendes Wappen. Rot und Gold sind die Farben des Hauses Rechberg.                                                                                        | rot–gelb     | 1919              |
| Wappen | Rehnenhof-Wetzgau    | 1. April 1938  | In Rot eine linksschräge blaue Wellenleiste; vorn oben eine auffliegende silberne (weiße) Taube, hinten unten ein linksschräges grünes Lindenblatt. | rot–weiß     | unbekannt         |
| Wappen | Straßdorf            | 30. März 1972  | Blasonierung: In gespaltenem Schild vorne in Silber ein steigender, nach links gekehrter roter Löwe, hinten in Rot drei silberne Balken. Der rote Löwe auf silbernen Grund ist ein Hinweis auf die Grafen von Rechberg-Rothenlöwen, Rot und Silber sind die Wappenfarben von Schwäbisch Gmünd.                                                          | weiß–rot     | 1954              |
| Wappen | Weiler in den Bergen | 1. Januar 1971 | Blasonierung: In Rot über einem grünen Sechsberg eine silberne Waage. Der Berg im Wappen steht für den Ortsnamenzusatz „in den Bergen“. Die Waage ist ein Attribut des Ortsheiligen, dem Erzengel Michael. Die Farben Rot und Silber entstammen dem Wappen von Schwäbisch Gmünd.                                                                        | weiß–rot     | 1958              |

## Weitere Wappen
Das Wappen der Stadt Giengen an der Brenz, erstmals belegt 1293, unterscheidet sich lediglich von den Wappenfarben. Teilweise wird ein Zusammenhang zum Wappen der Stadt Schwäbisch Gmünd und dem staufischen Kaisergeschlecht vermutet.
Die aus Schwäbisch Gmünd stammende und ins Elsass ausgewanderte Familie Baldung führte als Zeichen ihrer Herkunft einen Einhornrumpf als Wappen. Bekannt sind die Wappendarstellungen des bekanntesten Familienmitglieds, Hans Baldung Grien.
Der frühere Landkreis Schwäbisch Gmünd führte vom 19. April 1955 bis zum 1. Januar 1973 in einem goldenen Schild einen steigenden, schwarzen, rotbezungten Löwen. Im vom Innenministerium Baden-Württemberg verliehenen Wappen stand der Löwe für die frühere Zugehörigkeit des Großteils des Kreisgebietes zum staufischem Hausbesitz.
Im Wappen von Lautern war das wachsende, rote Einhorn ein direkter Verweis auf die frühere Zugehörigkeit der 1971 nach Heubach eingemeindeten Gemeinde zur Reichsstadt Schwäbisch Gmünd. Das Wappen, erweitert um die Mondsichel aus dem Wappen des Adelsgeschlechts Woellwarth-Hohenroden, wurde 1957 angenommen.
Auch die Verwendung der Farben Rot und Silber in den Wappen der Nachbargemeinden Mutlangen (eingeführt 1954) und Iggingen (eingeführt 1957) wurde explizit wegen der früheren Zugehörigkeit dieser Gemeinden zur Reichsstadt Gmünd gewählt.
Als einziger Gmünder Wohnplatz führt das zu Hussenhofen gehörende Zimmern ein Wappen, welches allerdings bei offiziellen Anlässen nicht auf eine Flagge aufgelegt wird. Das Zimmermannsbeil weist dabei als redender Wappenteil auf den Ortsnamen Zimmern hin, die drei Kugeln stammen aus dem Wappen der Gmünder Patrizierfamilie Kurz, die im 14. Jahrhundert Besitz in Zimmern hatte.

Stadtwappen von Giengen an der Brenz (1293)
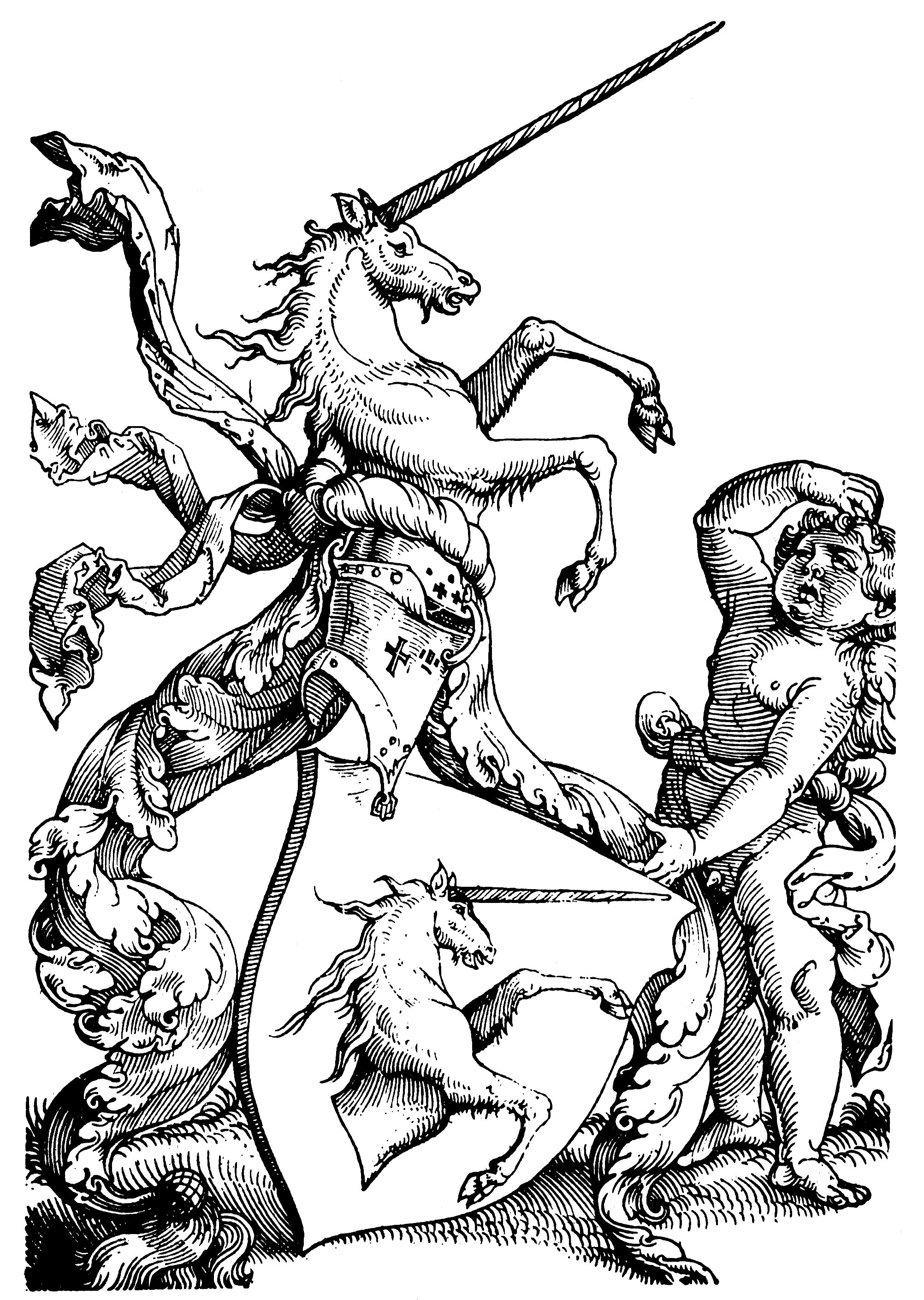
Familienwappen der Baldung um 1530
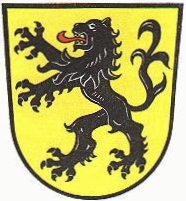
Landkreis Schwäbisch Gmünd (1955)
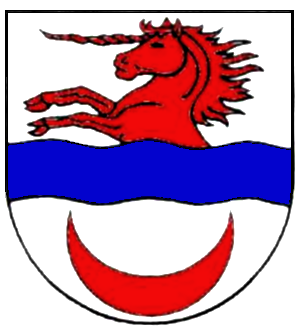
Lautern (1957)
Mutlangen (1954)
Iggingen (1957)
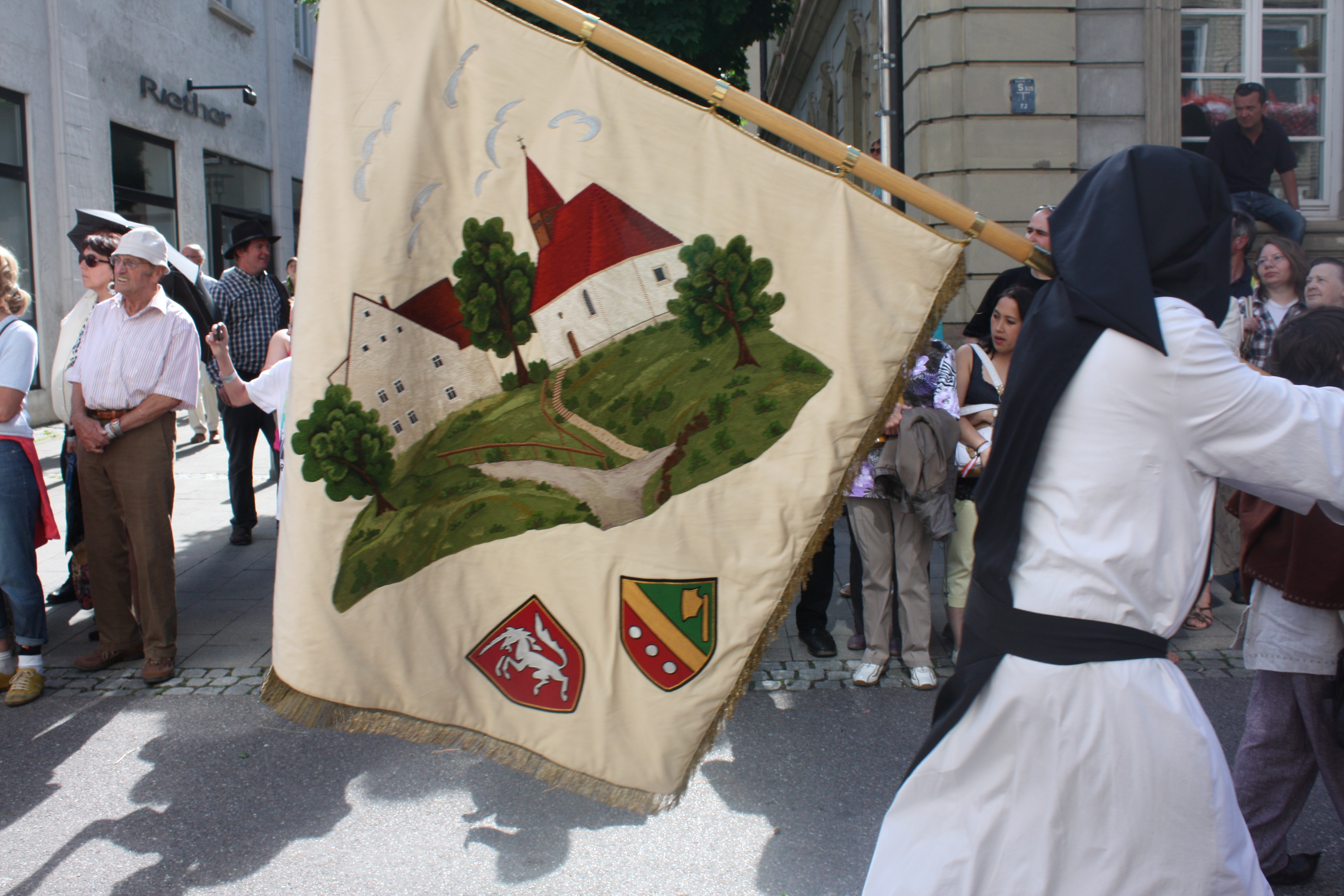
Wappen von Gmünd und Zimmern auf einer Fahne 2012

### Wappen und Siegel der Partnerstädte

Antibes (Frankreich)
Barnsley (Vereinigtes Königreich)
Bethlehem, PA (Vereinigte Staaten)
Faenza (Italien)
Székesfehérvár (Ungarn)

### Wappenähnlichkeiten
Obwohl ein Wesen der Heraldik darin besteht, das jedes Wappen unverwechselbar und einzigartig ist, existieren im deutschsprachigen Raum Kommunalwappen, die Ähnlichkeiten mit dem Wappen von Schwäbisch Gmünd aufweisen.

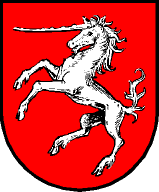
Nußdorf am Haunsberg
Oberried (Breisgau)
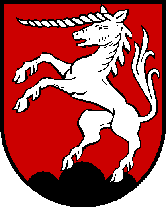
Perg
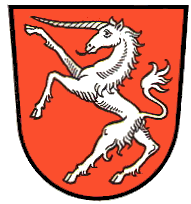
Ehemaliges Wappen von Tengen